# Zlín
Zlín (v letech 1949–1989 Gottwaldov, německy Zlin) je statutární město na východě Moravy. Leží v údolí řeky Dřevnice na rozhraní Hostýnských a Vizovických vrchů. Je centrem Zlínského kraje. V samotném městě žije přibližně 75 tisíc obyvatel (11. největší v ČR), v jeho aglomeraci poté asi 130 tisíc obyvatel.

## Název
Jméno města bylo odvozeno od (mužského) osobního jména Zla, které pochází od přídavného jména zlý (od téhož základu jsou doložena i jiná osobní jména jako Zlech, Zlen, Zleš, Zlík). Původní význam jména tedy byl "Zlův majetek".

## Historie

### Do roku 1894

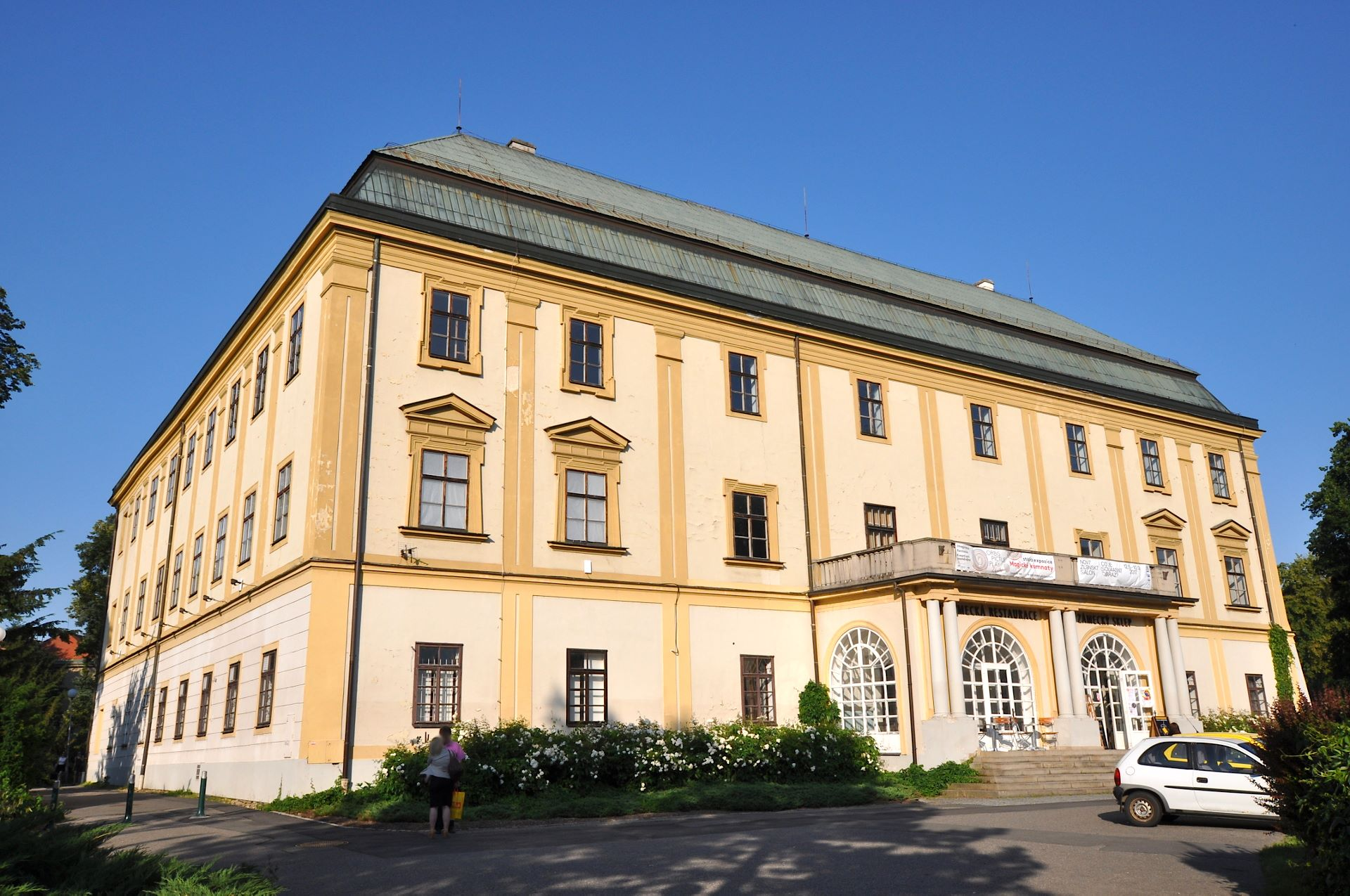
Zlínský zámek

První písemná zmínka o osadě Zlín pochází z roku 1322, kdy ji koupila královna Eliška Rejčka a věnovala brněnskému klášteru. Zlín byl řemeslnicko-cechovním střediskem okolního valašského osídlení. Městská práva, včetně osvobození od odúmrti, dostal v roce 1397 – patřilo mezi ně právo užívat obecní pečeti, vařit pivo, i právo hrdelní. Za třicetileté války se obyvatelé Zlína účastnili valašského protihabsburského povstání. V roce 1622 byl vypálen zlínský zámek a okolní stavení a statky zplundrovány.
Zlín byl sídlem panství (rozsah na mapkách, Sedm století zlínských dějin), ke kterému náležela řada míst, vedle samotného Zlína také Březnice, Želechovice, Bonětina, Čepkov, Prštné, Mladcová, Zbožná, Příluky, Lužkovice, Kudlov a Jaroslavice. Další panské sídlo se nacházelo v tehdy samostatném městečku Malenovice, které je dnes městskou částí Zlína. Zlínské panství vystřídalo řadu majitelů – k těm známějším patří Šternberkové v době předhusitské, Tetourové v 15.–16. století, Rottalové po třicetileté válce, později Serényiové a Brettonové. Posledním soukromým vlastníkem zlínského zámku se stal brněnský továrník Leopold Haupt, od kterého jej odkoupilo město Zlín v roce 1929.
Město se v 19. století nacházelo na rozhraní tří moravských národopisných oblastí: Valašska, Slovácka a Hané. Nejblíže ale mělo svým charakterem k Valašsku. Až do konce 19. století se Zlín příliš nelišil od jiných malých valašských středisek, např. sousedního města Vizovice. Po zřízení okresů v roce 1850 byl Zlín přičleněn k soudnímu okresu Napajedla a politickému okresu Uherské Hradiště. V 19. století počet obyvatel nepřesáhl 3000.

### Baťova éra

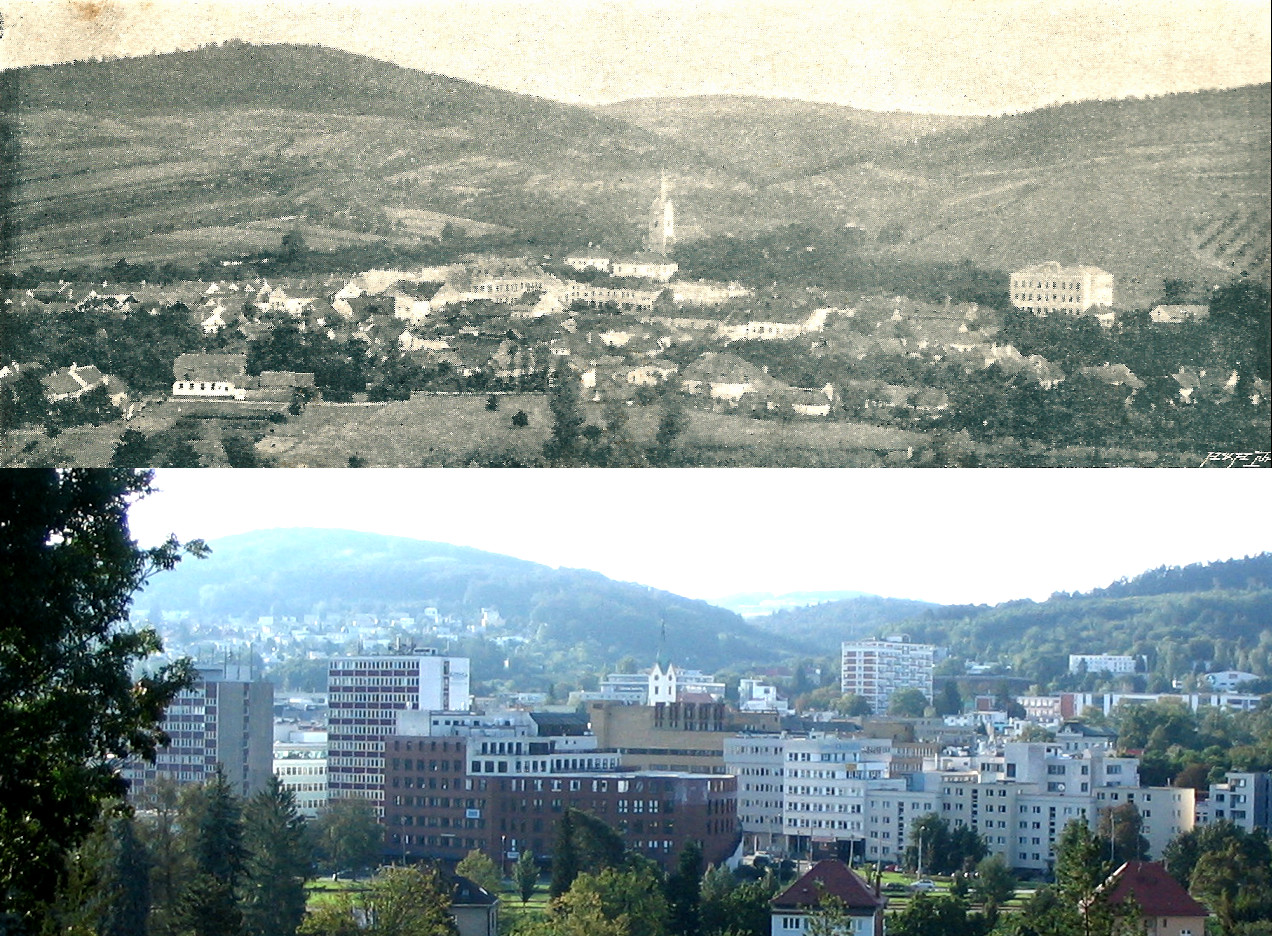
Zlín v roce 1898 a 2019

Když začátkem 90. let 19. století nedostali sourozenci Tomáš, Antonín a Anna Baťovi povolení (živnost) na výrobu obuvi v městě Uherské Hradiště, zkusili to v nedalekém Zlíně. Tam povolení ke zpracovávání kůží a výrobě obuvi dostali – v roce 1894 založili ve Zlíně firmu pod názvem „Antonín Baťa“ (od 1. srpna 1900 změna – vznik veřejné společnosti „T & A Baťa“) a s několika zaměstnanci začali budovat společnost, která velmi brzy přerostla slávu tehdejšího Rakouska-Uherska a později i samostatného Československa. Ekonomiku firmy, po několika letech společného budování, převzala Anna Baťová a držela zpočátku své bratry velmi zkrátka, poněvadž si zvykli spíše vysedávat v blízké hospůdce, než se věnovat obchodu a firmě jako takové. 

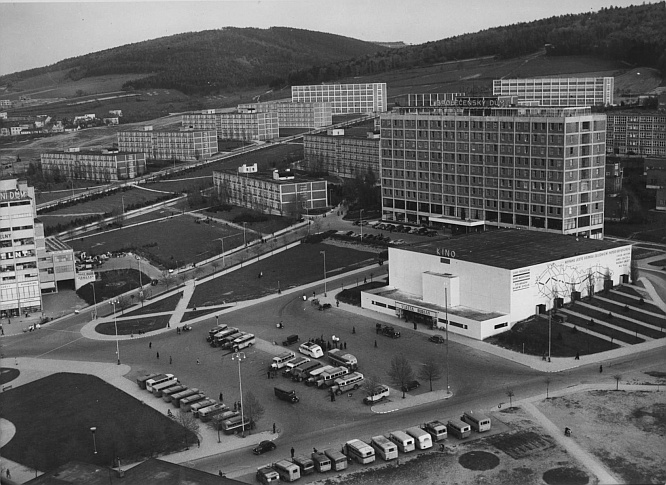
Náměstí Práce, 30. léta

První velkou zakázku na vojenské boty, obdržela firma Baťa od Rakouska-Uherska. Šlo o dodávku obuvi pro 5200 vojáků. V roce 1910 vyráběli již na 10 000 párů. Po úmrtí nejstaršího sourozence Antonína (zemřel v roce 1908) se vedení firmy ujal Tomáš Baťa. Během následujících 25 let (během nichž mu několikrát hrozil krach) vybudoval prosperující a rychle rostoucí podnik. Díky této skutečnosti se do města přistěhovalo mnoho obyvatel, především z chudého Valašska, ale i ze Slovácka, Hané a vzdálenějších oblastí Československa. S rozvojem Zlína zároveň docházelo k pozvolnému ukončení masivního valašského vystěhovalectví do Texasu.

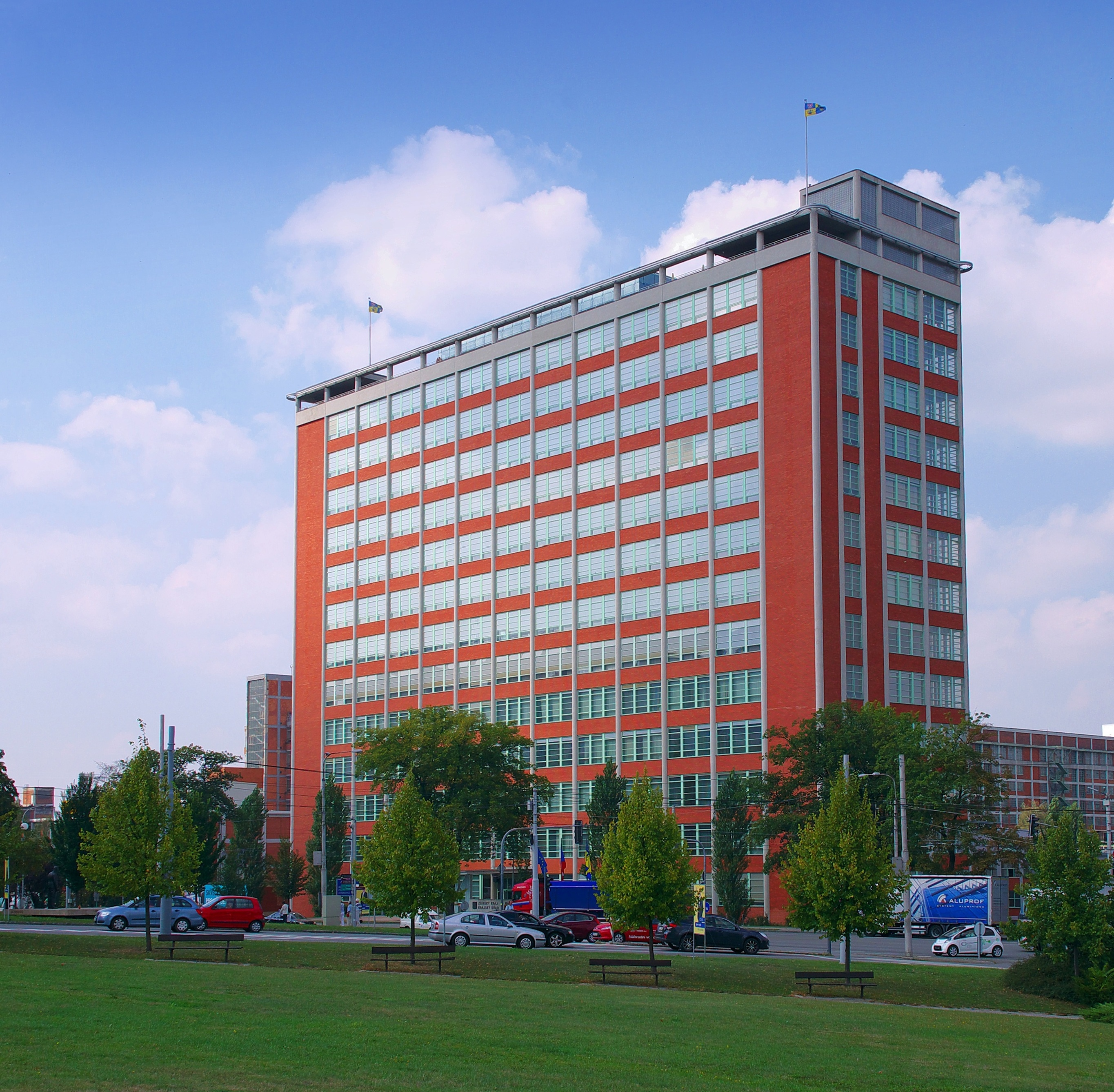
Mrakodrap „21“

Baťově továrně pomohla první světová válka, kdy byl důležitým dodavatelem obuvi pro rakouskou armádu. Vítězně se popral s hospodářskými krizemi v letech 1922–1923 a 1929–1933 a vypracoval se v největšího světového výrobce obuvi se závody a prodejnami v mnoha desítkách zemí světa. V letech 1921–1930 se počet obyvatel dnešního území města zvýšil z 14 470 na 34 348. Po roce 1926 se Zlín stal moderním městským centrem. Tomáš Baťa pozval do Zlína mnoho renomovaných architektů (například Le Corbusiera), a tak se město změnilo v aglomeraci plnou funkcionalistické architektury. Rostly kolonie typických „baťovských“ staveb – rodinných domků, ale také výškových domů. Jako příklad lze uvést stavbu Společenského domu, v současnosti Hotelu Zlín, v letech 1931–1933.
V době vrcholícího rozmachu Baťova koncernu došlo k jeho formálnímu přejmenování. Firma „T & A. Baťa“ přestala v roce 1931 právně existovat a byla přeměněna v akciovou společnost Baťa, a.s., Zlín. Tomáš Baťa (tragicky zemřel 12. července 1932 při leteckém neštěstí při letu do Švýcarska za svým tehdy nezletilým synem Tomášem), přenechal svůj velký podnik v závěti polorodému bratrovi Janu Antonínovi právě z důvodu, že v něm cítil obdivuhodnou, cílevědomou silnou vůli. Takovou jakou měl jejich otec. Jan Antonín Baťa (zemřel v roce 1965 v zahraničí), se jmenoval původně Jan Karel, říkal si později Antonín právě po otci. Tomáš Baťa o něm napsal: „… Byl cílevědomý a odvážný, protože hlavně v Jižní Americe to pro něj nebylo jednoduché.“
Rozvoj města Zlín a firmy Baťa, a.s., Zlín, pokračoval ještě vyšším tempem, než do té doby. Nejproslulejší stavbou z té doby je 77,5 m vysoký mrakodrap „Jednadvacítka“ – tehdejší sídlo ředitelství firmy Baťa. Tato budova byla vystavěna v letech 1937–1938 podle projektu architekta Vladimíra Karfíka a kromě mnoha pokročilých technických řešení (šestnáctipatrový železobetonový skelet postavený za 160 dní, centrální klimatizace s ovládáním v jednotlivých kancelářích) je známá hlavně „pojízdnou“ ředitelskou kanceláří v jednom z výtahů (s telefonem a tekoucí vodou). V době vzniku to byla druhá nejvyšší necírkevní stavba v Evropě. Město tehdy několikrát navštívil i prezident Československa Tomáš Garrigue Masaryk.

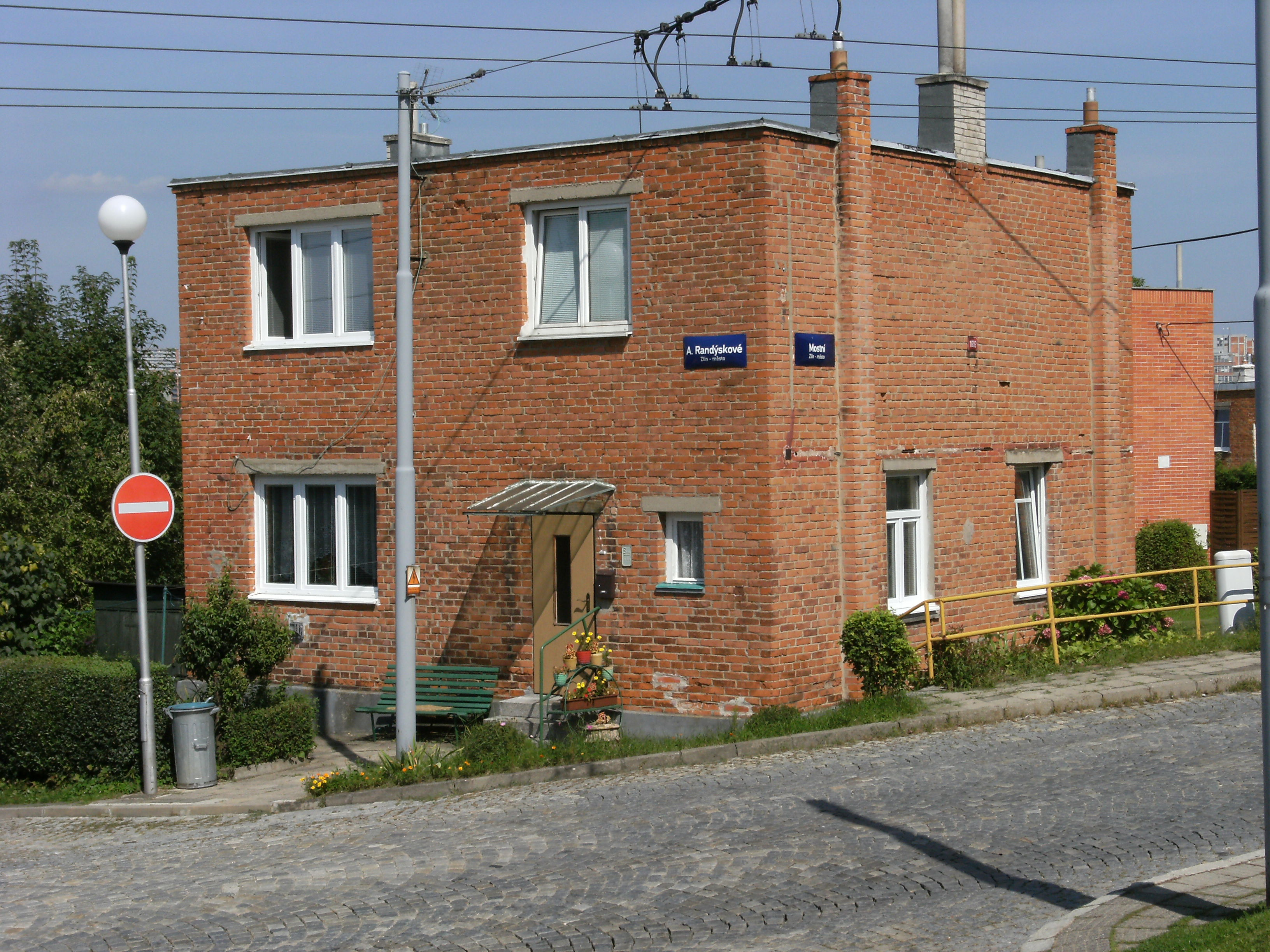
Jeden z baťovských domků

Tomáš Baťa zastával od roku 1923 až do své smrti při letecké havárii v roce 1932 úřad starosty Zlína a cílevědomě budoval moderní město „pro 50 000 obyvatel“. Neorientoval se jen na svou továrnu a bydlení pro dělníky (výstavbou nejen tzv. dělnických čtvrtí, např. Letná, Zálešná, Podvesná i Lesní čtvrti a domků v Otrokovicích, ale i luxusnějších rodinných domů ve Zlíně pro pracovníky vedení firmy), ale i na obchodní a dopravní síť, služby, kulturní a sportovní vyžití obyvatel. Mnohé budovy tehdy postavené se pyšnily přívlastkem „nej“: např. největší obchodní dům, největší hotel, největší kino (pro 2 500 sedících diváků), všechno bráno „na východ od Frankfurtu“. Mezi nejvýznamnější stavby ve městě patří Památník Tomáše Bati od architekta Františka Lydie Gahury, který byl otevřen rok po smrti Tomáše Bati (1933) a je považován za vrcholné dílo zlínské architektury. Je pozoruhodné, že takovéto budovy vznikaly v relativně malém městě, a ne v metropolích jako Vídeň či Berlín. Zlín třicátých let je dodnes považován za „architektonický zázrak“ a živou učebnici funkcionalismu. Řadu dalších plánů však překazila válka (např. dostavbu centrálního zlínského Náměstí Práce, železnici Praha‒Zlín‒Košice nebo dálnici Praha‒Zlín, ke které na Zlínsku existuje několik torz mostů).
Sestra Anna zemřela v roce 1936. Dne 1. října 1935 vznikl podle vládního nařízení č. 104/1935 Sb., „kterým se v zemích České a Moravskoslezské provádějí změny obvodů některých okresních úřadů,“ nový politický okres Zlín a město se tak stalo plnohodnotným okresním městem, když zlínský okresní soud zahájil činnost v roce 1923 (soudní okres byl dokonce oficiálně zřízen už v roce 1913). Tehdejší politický okres zahrnoval i soudní okres Vizovice. Za druhé světové války, v roce 1944, bylo město bombardováno. Již v roce 1945 byly Baťovy závody znárodněny.

### Budování socialismu

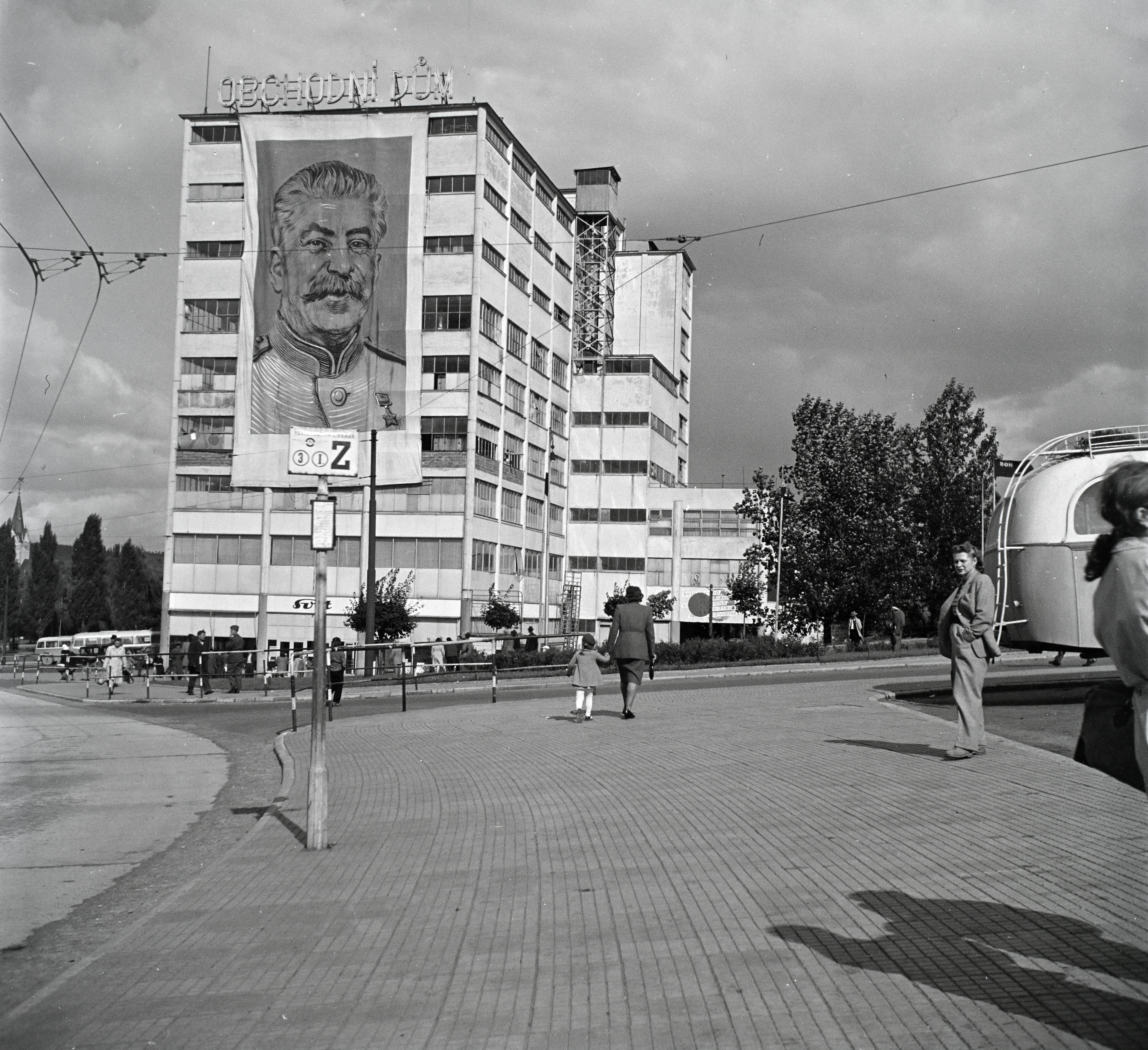
Obchodní dům se Stalinovou podobiznou, 1949

1. ledna 1949 bylo město v souvislosti s administrativním slučováním zlínské aglomerace přejmenováno na Gottwaldov podle prvního komunistického prezidenta Československa Klementa Gottwalda; centrální městské čtvrti nicméně byl ponechán název Zlín (plným označením Gottwaldov I-Zlín). Formálně se tak nejednalo o přejmenování, ale o oslavné pojmenování nově vzniklého „Velkého Zlína“ (podrobněji níže Části města). Tentýž rok se město stalo krajským coby sídlo Gottwaldovského kraje, který však zanikl při další reformě státní správy v roce 1960. Tehdy vznikl velký okres Gottwaldov začleněný do Jihomoravského kraje se sídlem v Brně.
V úspěšné činnosti pokračovaly instituce s baťovskou historií – například zlínské filmové ateliéry, které proslavili svými animovanými díly především Karel Zeman a Hermína Týrlová. Jiným příkladem je jeden ze zakladatelů českého průmyslového designu Zdeněk Kovář (ergonomické nástroje a stroje, automobily Tatra 603 a Tatra 138). Zlín se stal také domovem cestovatelské dvojice Zikmund a Hanzelka. Po roce 1968 začala výstavba největšího zlínského sídliště Jižní Svahy, které se stále rozvíjí. Dnes zde žije přes 26 tisíc lidí, což je více než třetina všech obyvatel města.
Baťovy závody pokračovaly ve výrobě obuvi pod názvem Svit n. p. V 80. letech byly koncernovým podnikem, pod který spadaly i závody v Třebíči, Zruči nad Sázavou a Botana Skuteč. Jen ve Zlíně tehdy v koncernu pracovalo přes 20 000 zaměstnanců a vyrobili přes 20 milionů párů obuvi. Většina produkce (cca 60 % výroby), mířila na export do zemí RVHP, hlavně do Sovětského svazu. Obuv se exportovala i na západ včetně USA (cca 20 %) a na tuzemský trh. Většina strojní výroby pokračovala v ZPS (Závodech přesného strojírenství), které měly dobré jméno především v obráběcích strojích. Výrobu pneumatik provozoval národní podnik Rudý říjen. V roce 1975 byla v nedalekých Otrokovicích dokončena výstavba největší pneumatikárny v socialistických zemích. V 90. letech se podnik vrátil k původnímu názvu BARUM (původně BAta RUbber Manufacturing) a dnes je důležitou součástí koncernu Continental. V roce 1990 dosáhl počet obyvatel téměř 90 tisíc.

### 90. léta a přelom století

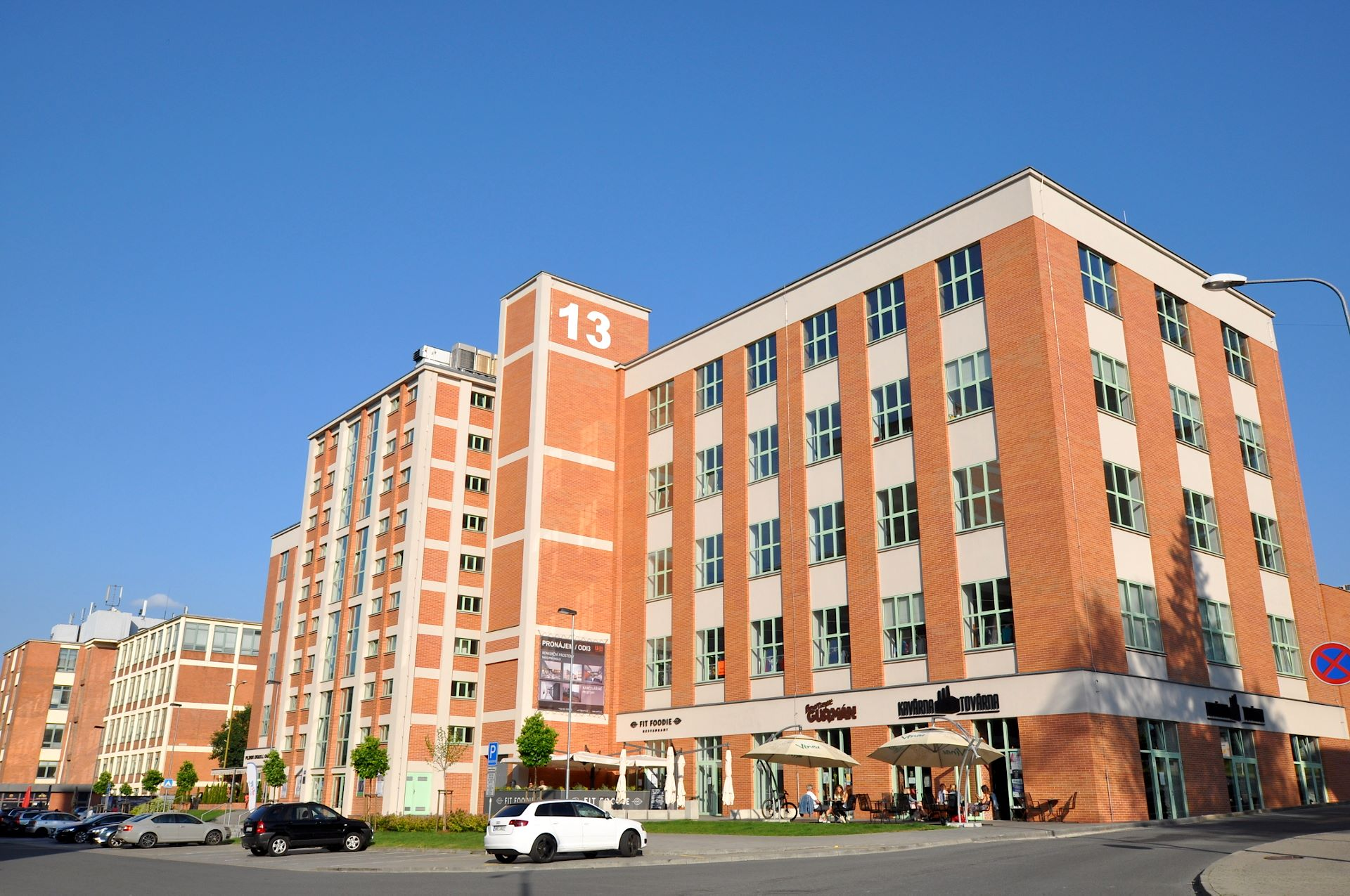
Proměna továrního areálu

V prosinci 1989 navštívil Gottwaldov Tomáš Baťa mladší. Seznámil se jak s areálem Svitu a ZPS, navštívil i společnost Barum v Otrokovicích. S úrovní výroby v obuvi i pneumatik byl velmi spokojen a překvapen i s úrovní řízení a technickým vybavením podniků. 
Již k 1. lednu 1990 došlo k přejmenování Gottwaldova zpět na Zlín. Od 24. listopadu 1990 je Zlín statutárním městem. V roce 2001 byla založena Univerzita Tomáše Bati (má necelých 10 tisíc studentů) a vznikl samosprávný Zlínský kraj.

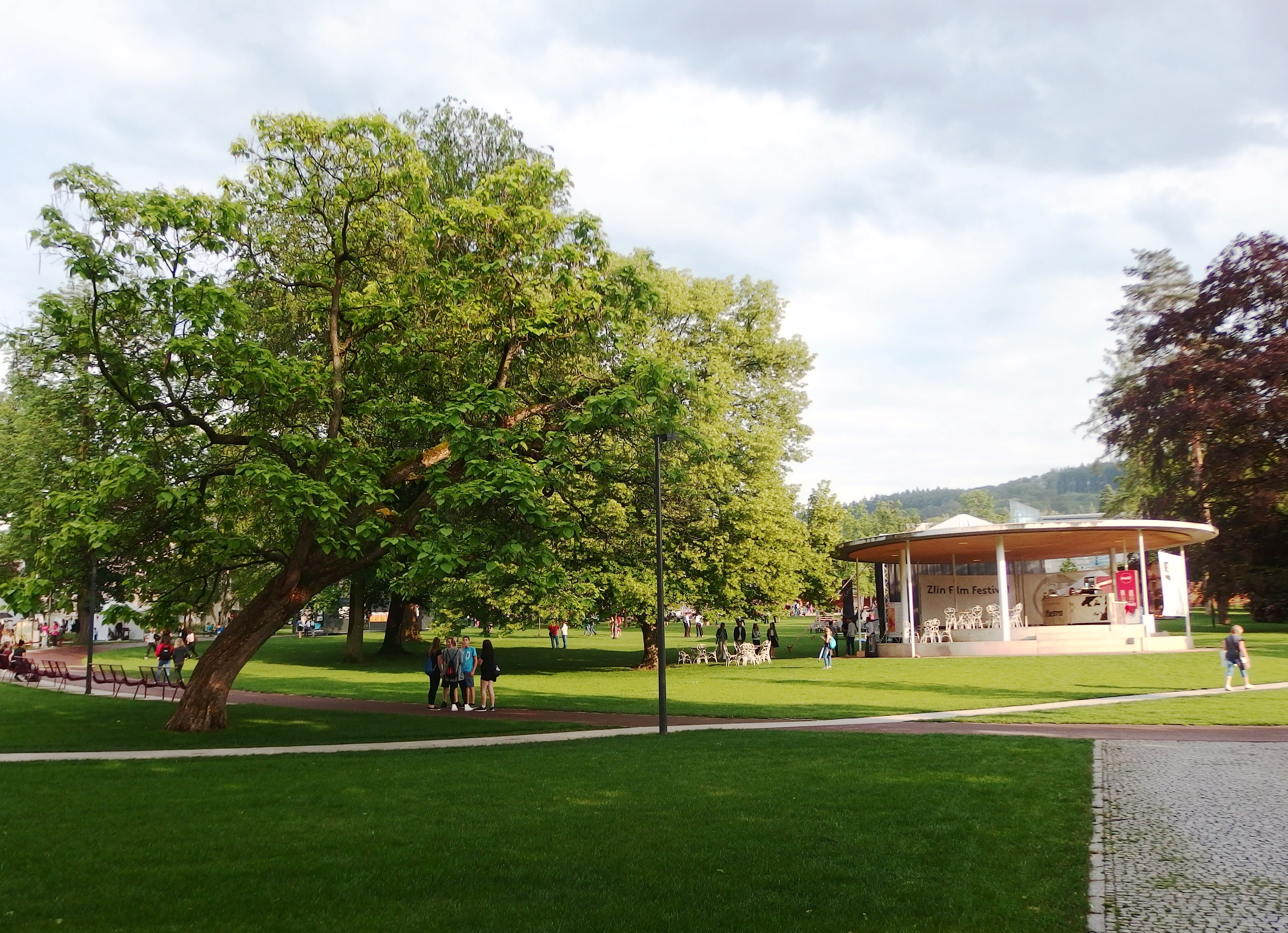
Park Komenského ve Zlíně

V 90. letech 20. století docházelo ve městě k rozvoji soukromého podnikání (zlínský region tehdy měl nejvíce podnikatelů na počet obyvatel), ale zároveň také zanikly některé menší podniky (např. mlékárna Lacrum, jatky a další). Státní podnik Svit a. s. Zlín ukončil výrobu obuvi v roce 2000 z důvodu vyhlášení konkurzu. Důvodem byly neuhrazené státní pohledávky ze zemí svazku postsovětských států, soustředěných ve Společenství nezávislých států, které vzniklo v roce 1991 po rozpadu SSSR. Ve městě, které bylo dříve centrem obuvnického průmyslu, se dnes výrobou obuvi zabývá jen hrstka firem s několika stovkami zaměstnanců. ZPS udržuje strojírenskou výrobu mimo hlavní podnikový areál. Ve zlínském areálu je i firma MITAS, zabývající se výrobou velkých pneumatik a další gumárenské výroby. Významně negativní vliv mělo také rozdělení Československa: Zlínsko se z centrálního regionu stalo příhraniční oblastí, obchod a doprava směrem na východ prudce poklesly, a v celém regionu prudce vzrostla nezaměstnanost. V současné době je však nezaměstnanost ve Zlíně pod celostátním průměrem. V roce 2010 bylo město napojeno na dálniční síť prostřednictvím rychlostní silnice R55 (od roku 2016 jako dálnice D55).
Po roce 1990 se od města osamostatnilo několik odlehlých částí Zlína (Lhota, Lípa, Tečovice, Karlovice, Březnice a Ostrata). K 1. lednu 2009 se pak na základě referenda ze 17. května 2008 osamostatnily Želechovice nad Dřevnicí. Sílily také požadavky na zřízení osadních výborů či přímo samosprávných městských částí v okrajových částech Zlína. V roce 2010 se do zastupitelstva dostalo hnutí M. O. R. (Morální očistu radnice), které mělo vznik samosprávných městských částí v Přílukách, Malenovicích, Vršavě, Klečůvce či v Lužkovicích jako jeden z klíčových bodů ve svém volebním programu, avšak neprosadilo tento záměr u svých koaličních partnerů, takže do programového prohlášení rady se dostalo již jen neurčité posílení pravomocí městských částí. Prakticky nedošlo k žádným změnám, v zastupitelstvu nakonec neprošel ani kompromisní návrh na posílení pravomocí komisí místních částí. Hnutí M. O. R. se pod vlivem tohoto neúspěchu rozpadlo a část jeho politiků odešla z hnutí i z rady města. Vznik městských částí prosazovali například náměstek primátora Bedřich Landsfeld či Eva Štauderová a Pavel Jungmann, odpůrcem byl například primátor Miroslav Adámek (nestraník za TOP09 a STAN) či opoziční zastupitel Martin Mikeska z ČSSD.

## Dnešní Zlín
Dnes je Zlín nejen sídlem Zlínského kraje, ale zejména významným průmyslovým, obchodním a kulturním centrem východní Moravy. Ve městě je soustředěno velké množství středních škol a také Univerzita Tomáše Bati. Nacházejí se zde tři nemocnice, mj. Krajská nemocnice T. Bati. Vzhledem ke krajskému postavení je ve Zlíně kromě okresního soudu i pobočka brněnského krajského soudu. Ze Zlína vysílá regionální Český rozhlas Zlín.
Zlín se v roce 2008 prezentoval v New Yorku prostřednictvím výstavy ZLíNY (Zlín in New York). K této výstavě vznikl i propagační film Zlína, který mapoval jeho současnost.

V květnu 2008 bylo dostavěno na zlínském náměstí Míru obchodní a zábavní centrum Zlaté jablko. Nachází se na místě bývalé historické budovy Záložny. Při stavbě tohoto centra byla jedna z podmínek zachování přední části domu z důvodu historické významnosti pro město Zlín.

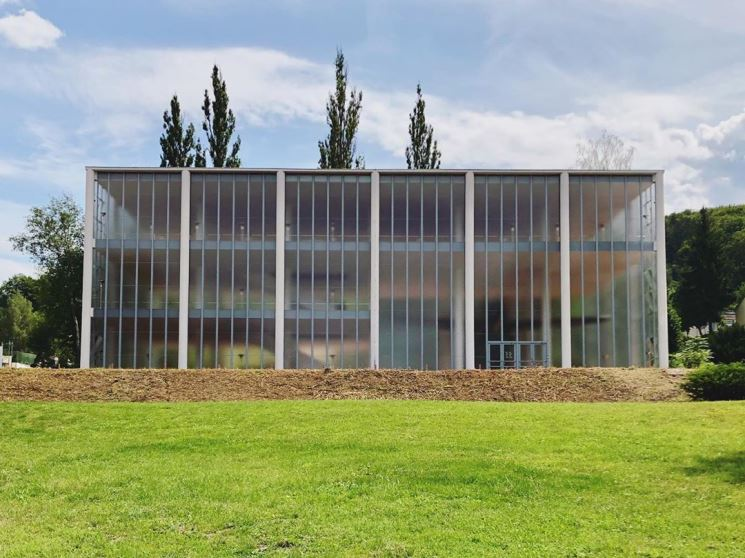
Památník Tomáše Bati
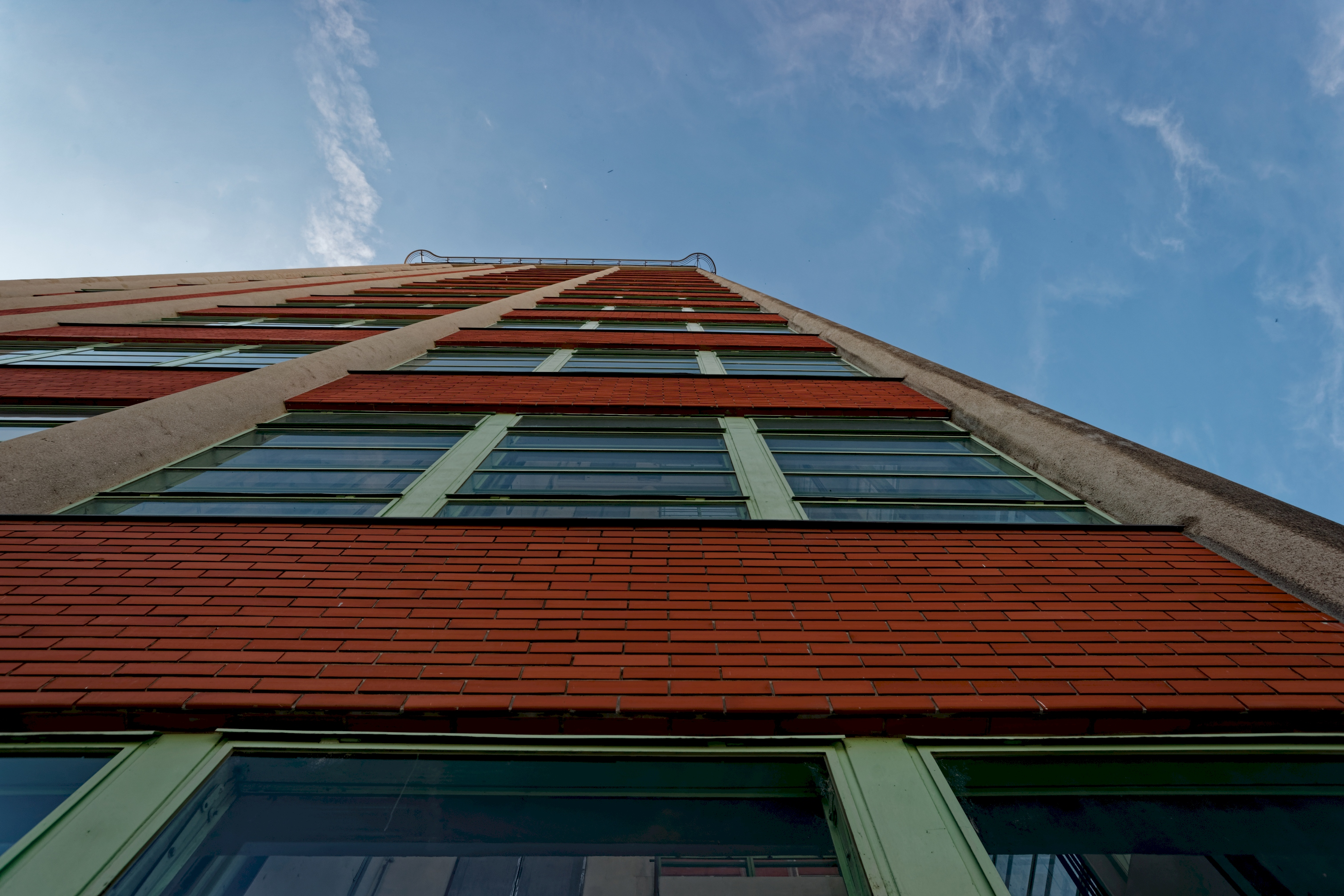
Baťův mrakodrap
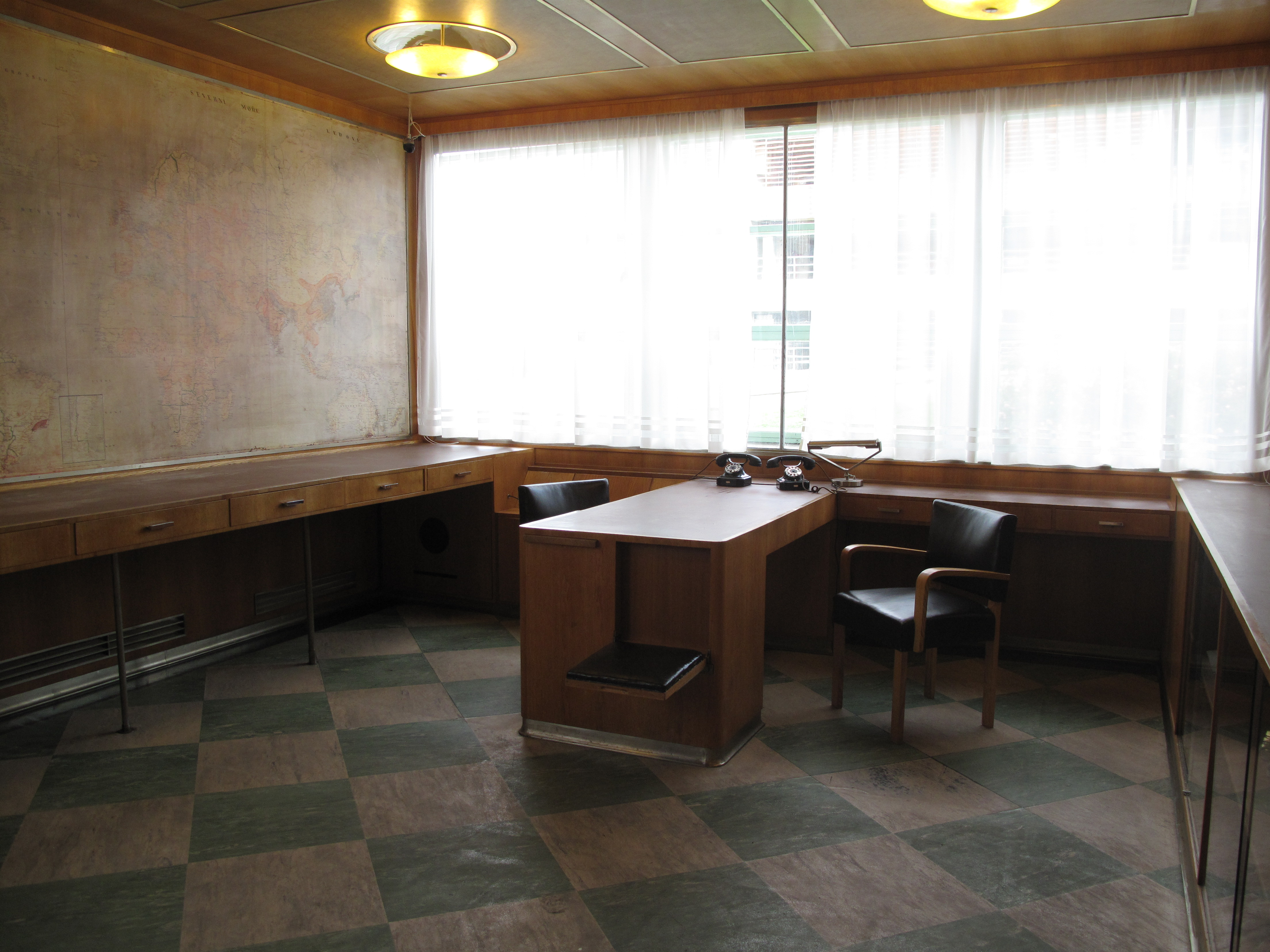
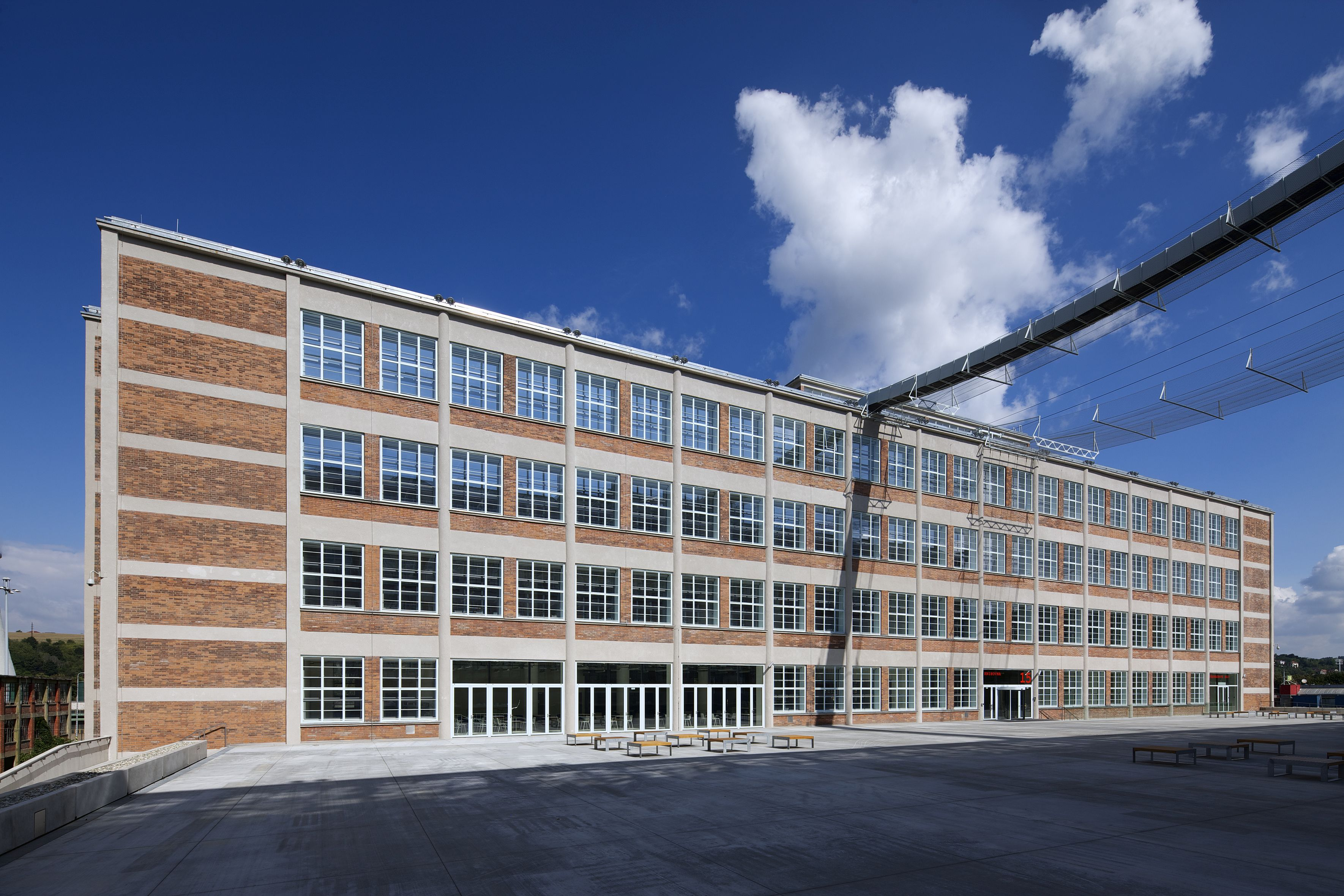
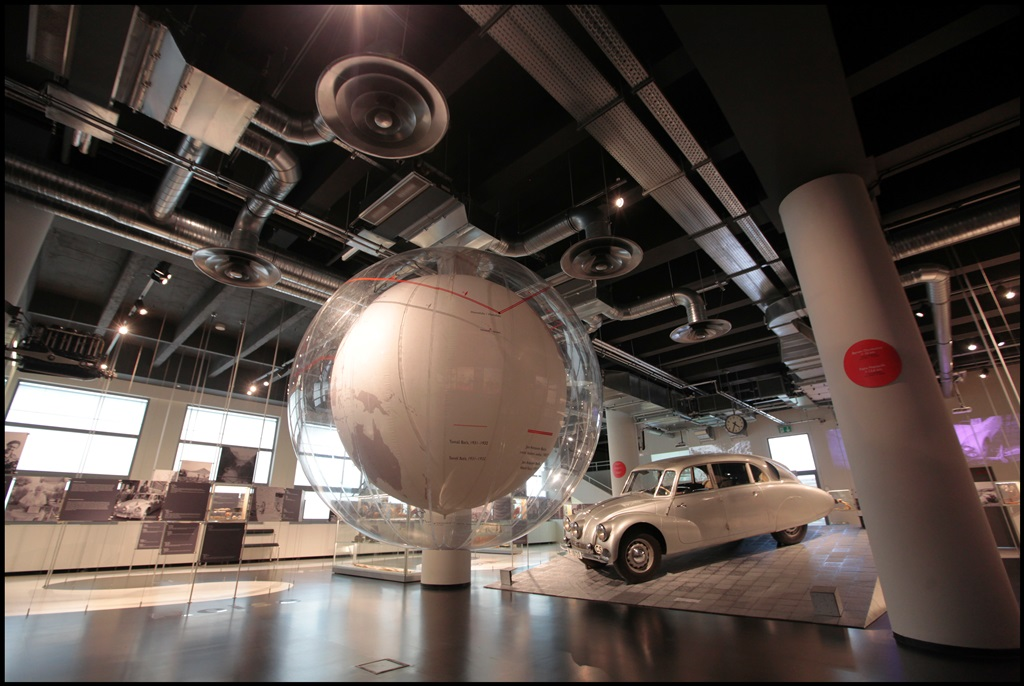
14/15 Baťův institut
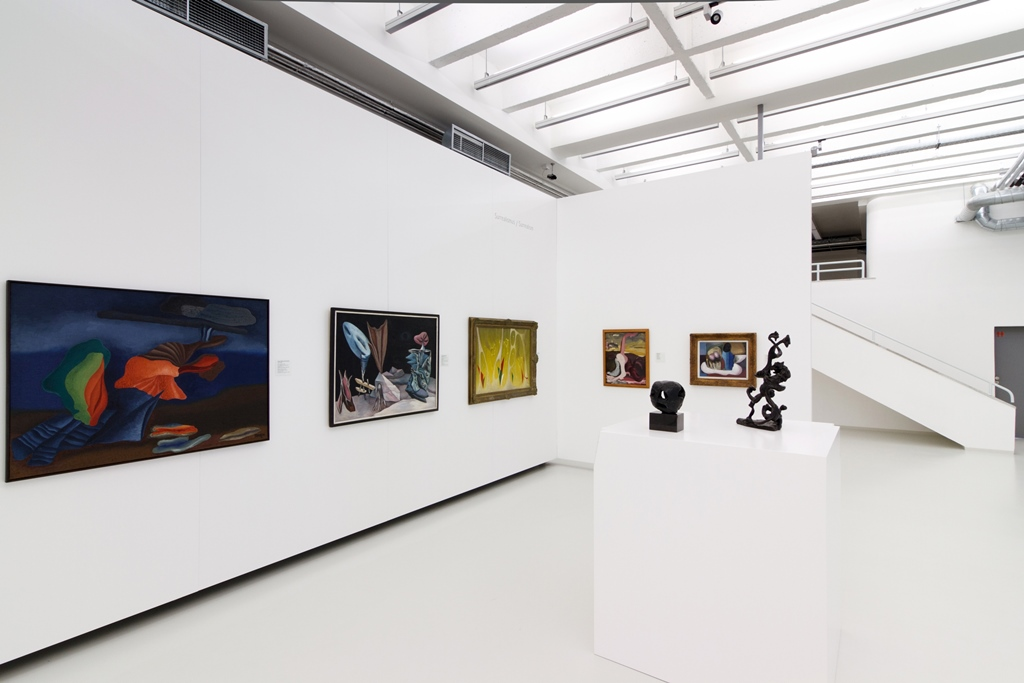
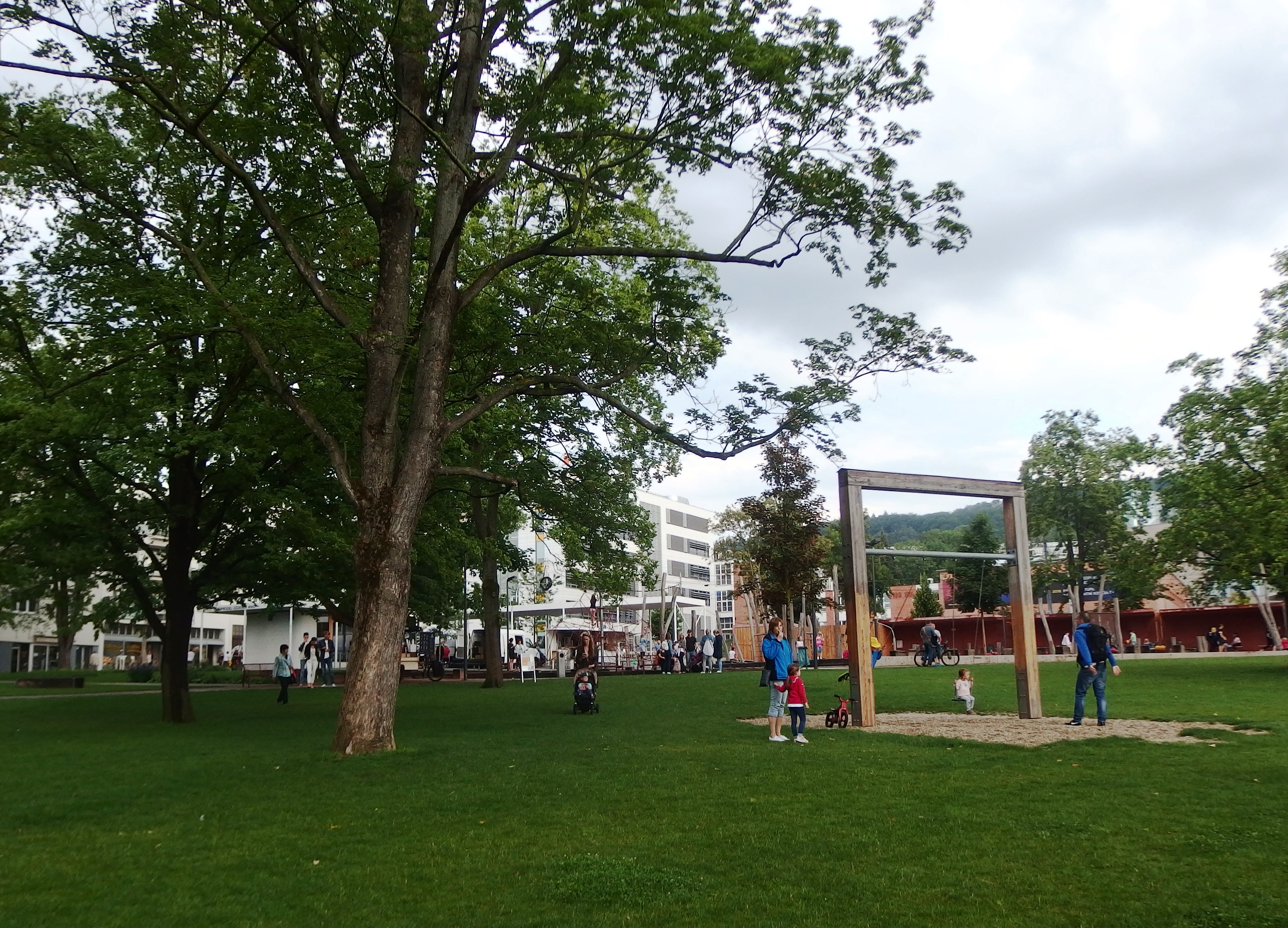
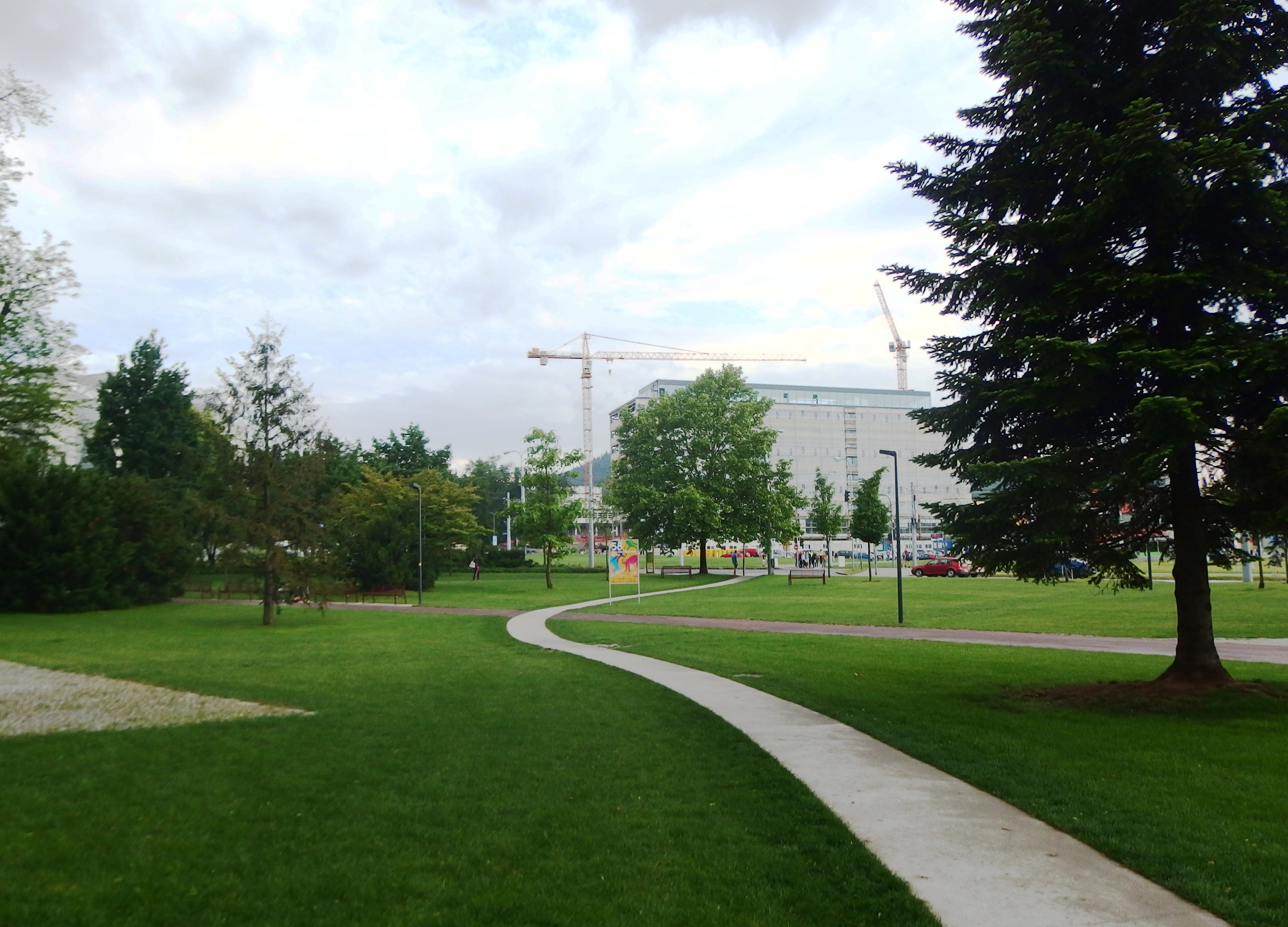
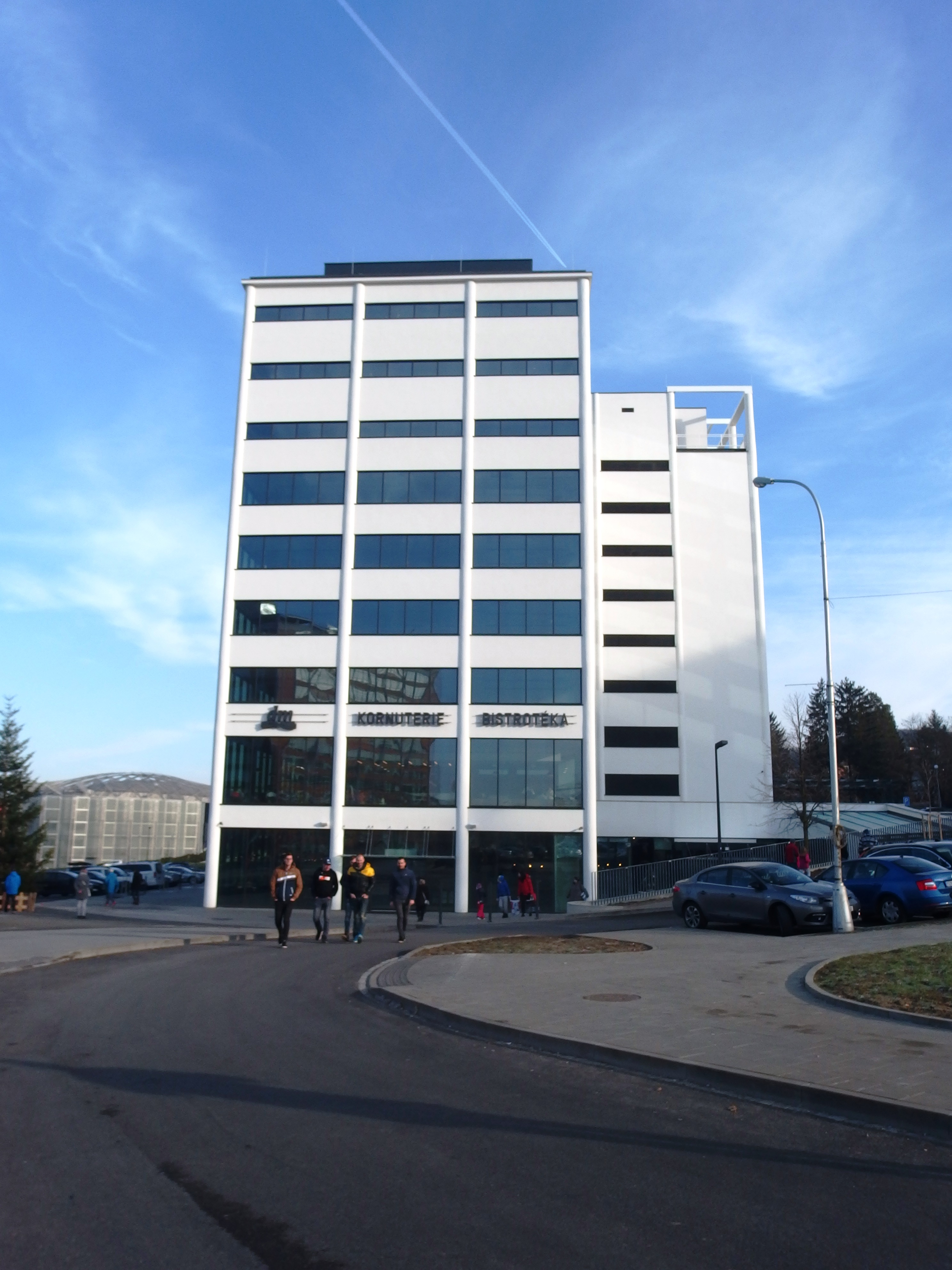
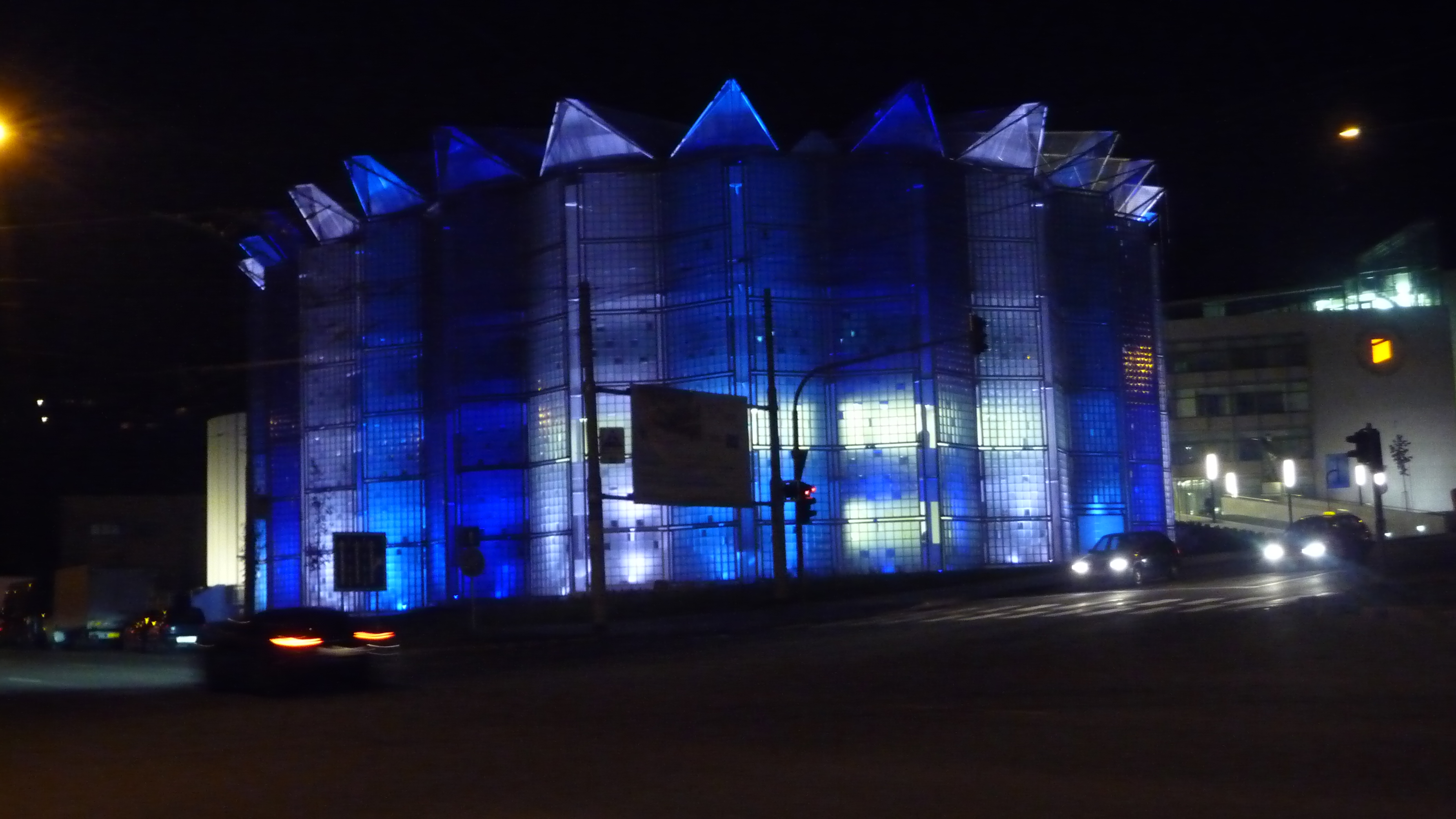
Kongresové centrum Zlín
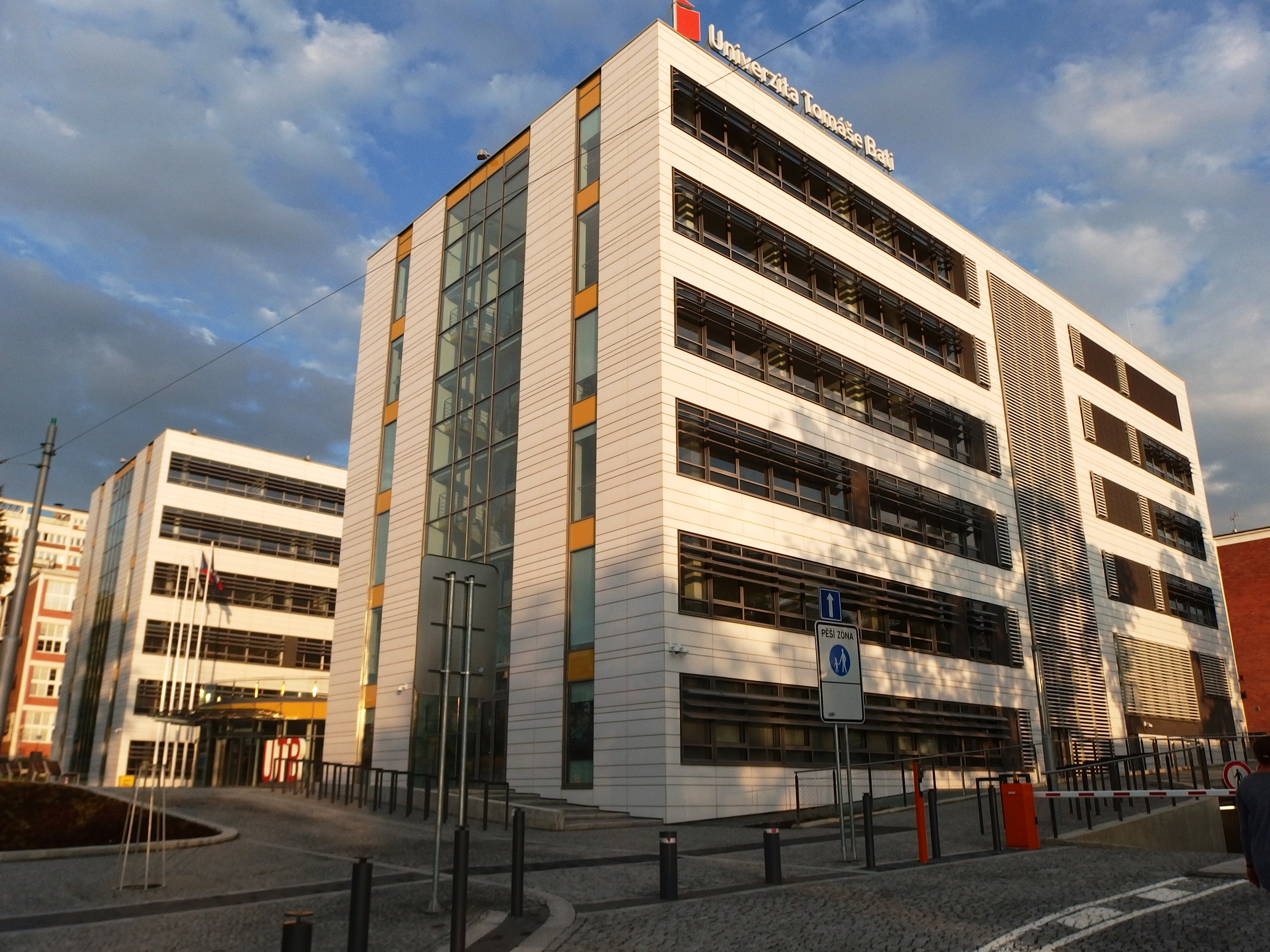
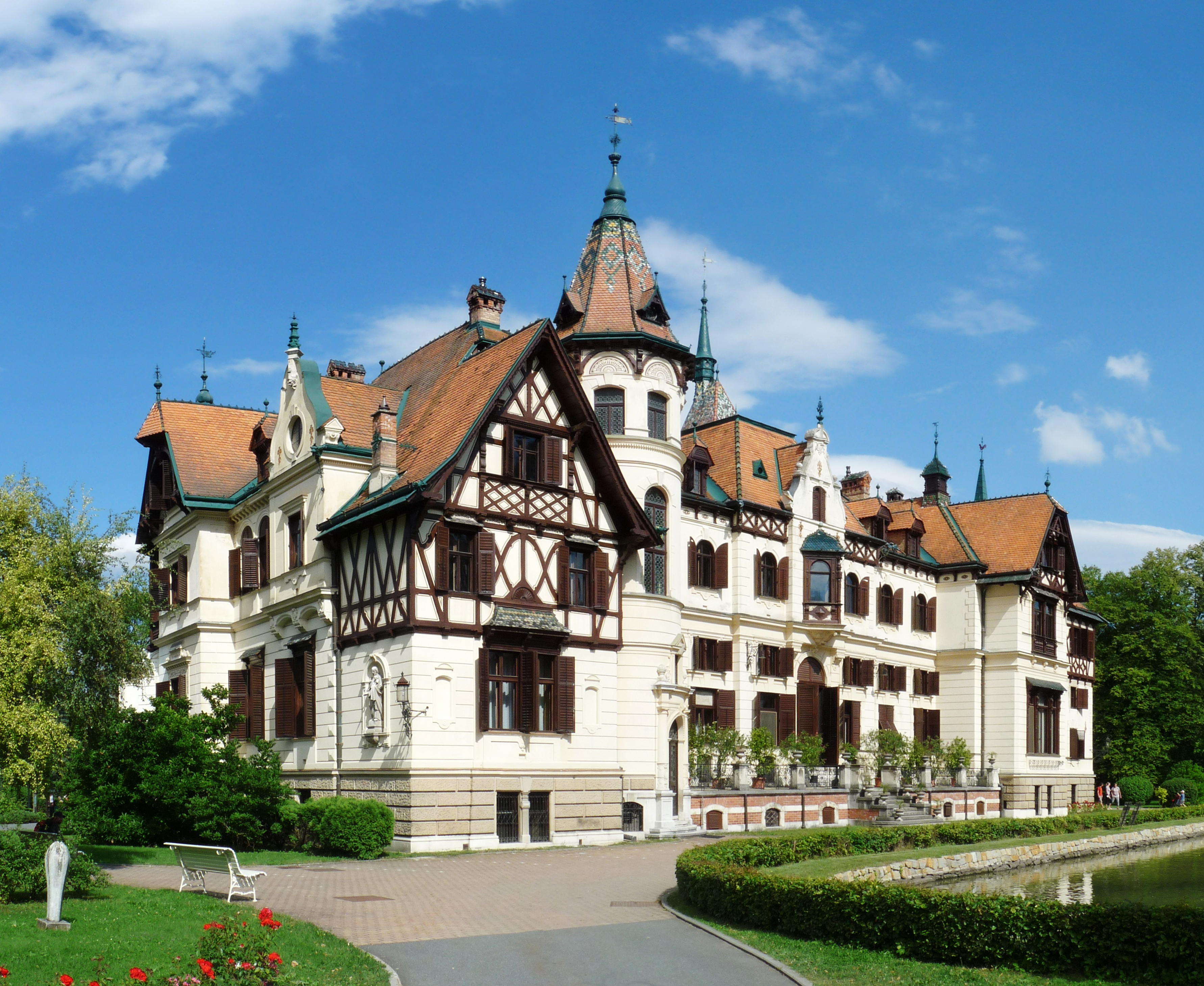
Zámek Lešná
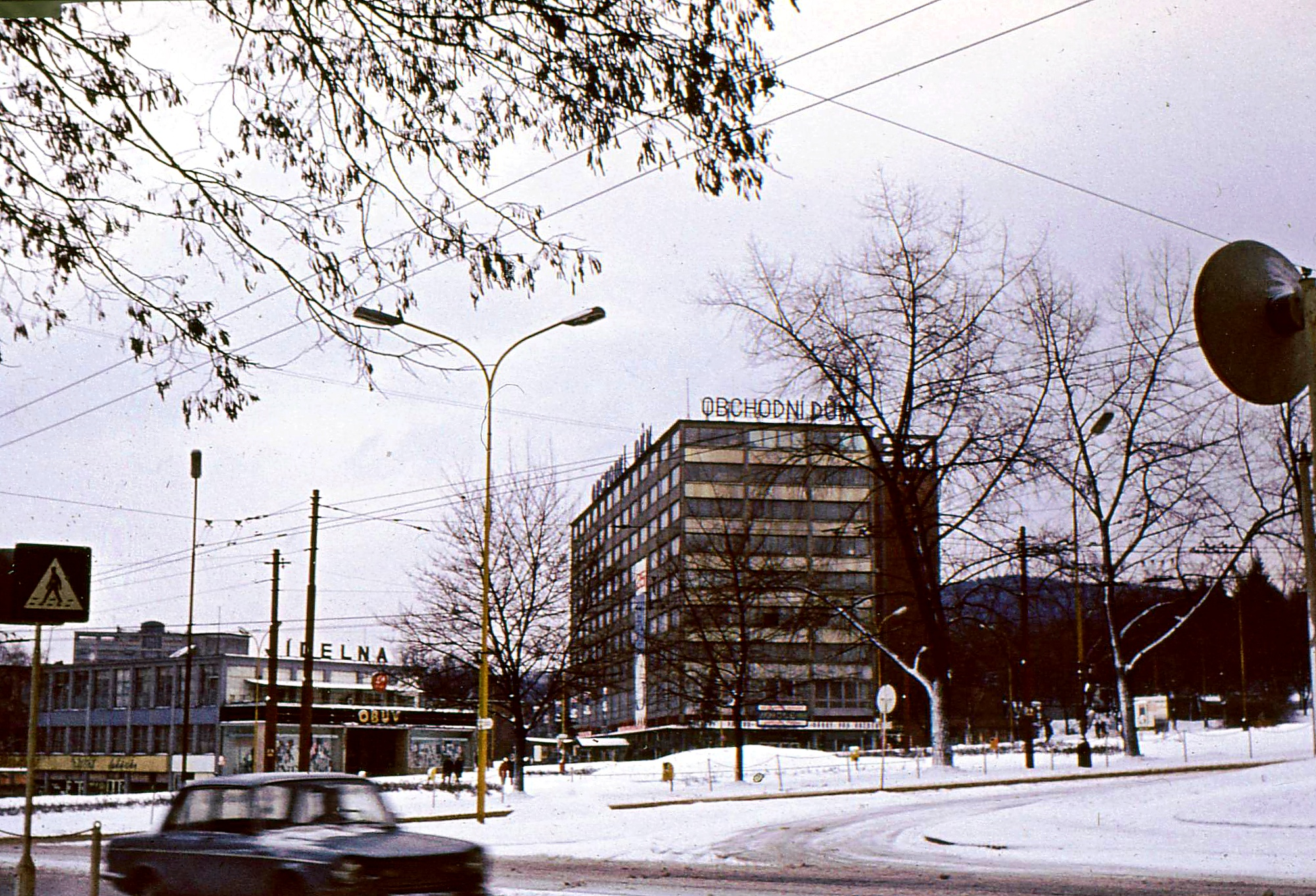
Zlín v roce 1974

## Obyvatelstvo

### Počet obyvatel
Počet obyvatel je uváděn za Zlín (v letech 1949–1989 Gottwaldov) podle výsledků sčítání lidu včetně místních částí, které k němu v konkrétní době patřily. Ve svém maximu okolo roku 1990 měl Zlín téměř 85 tisíc obyvatel. Je patrné, že stejně jako v jiných velkých městech Česka počet obyvatel v posledních dekádách klesal, což bylo způsobeno zčásti osamostatňováním připojených obcí a zčásti suburbanizací. V celé zlínské aglomeraci nicméně i dnes žije zhruba 130 tisíc obyvatel, tedy asi čtvrtina obyvatelstva Zlínského kraje. Do vlastního města dojíždí přes 10 tisíc lidí za prací i za studiem.
| 1869  | 1880  | 1890  | 1900  | 1910  | 1921  | 1930   | 1950   | 1961   | 1970   | 1980   | 1991   | 2001   | 2011   | 2021   |
| ----- | ----- | ----- | ----- | ----- | ----- | ------ | ------ | ------ | ------ | ------ | ------ | ------ | ------ | ------ |
| 2 823 | 2 793 | 2 834 | 2 975 | 3 557 | 4 678 | 21 582 | 53 014 | 58 119 | 64 969 | 83 983 | 84 522 | 80 854 | 75 318 | 74 178 |

### Struktura populace

Věková struktura obyvatel obce Zlín roku 2011
Rodinný stav obyvatel obce Zlín roku 2011
Vzdělání obyvatel obce Zlín roku 2011

## Náboženství
Obyvatelstvo Zlína a okolí bylo převážně katolické. V 16. století působila ve městě a okolí jednota bratrská. K roku 1900 se k evangelické církvi (a. v.) hlásil jediný obyvatel. Později přistěhovalí evangelíci chodili na bohoslužby do Zádveřic.
Zlom nastal až s rozvojem firmy Baťa, kdy obyvatelstvo přicházející z celé republiky za prací zde budovalo i své náboženské obce. Tak dnes je ve Zlíně zastoupena Římskokatolická církev (kostel sv. Filipa a Jakuba, kostel Panny Marie Pomocnice křesťanů, kostel sv. Mikuláše v místní části Malenovice a další), Starokatolická církev (v místní části Štípa kaple v bývalé hrobce rodu Sailern-Aspang), Českobratrská církev evangelická, Církev bratrská, Církev československá husitská (tyto tři se scházejí v kostele ČCE na Štefánikově ulici), Křesťanská společenství, Křesťanské sbory, Apoštolská církev, Bratrská jednota baptistů, Církev adventistů sedmého dne (v místní části Malenovice), Pravoslavná církev (kaple v místní části Malenovice), Církev reformovaná (samostatný nezávislý sbor). Ve městě dále působí Náboženská společnost Svědkové Jehovovi (v místní části Malenovice) a Církev Ježíše Krista Svatých posledních dní.

## Pamětihodnosti
- Baťův mrakodrap
- Kostel svatého Filipa a Jakuba, kostel z konce 14. století, který byl několikrát přestavován
- Lešná (zámek, Zlín)
- Zlínská radnice
- Zlín (zámek)

## Kultura

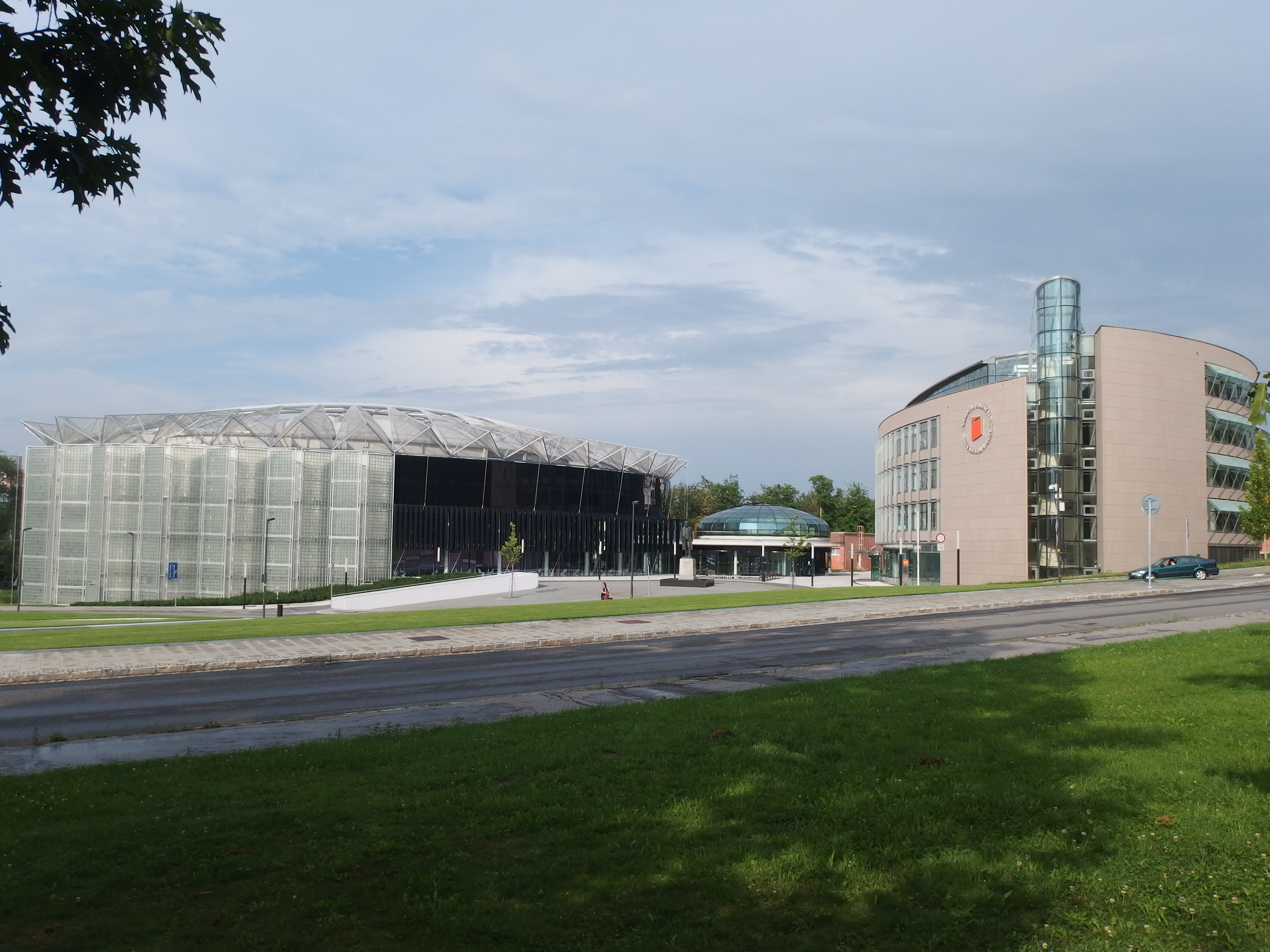
Budova Kongresového centra Zlín (vlevo) a univerzitní centrum (vpravo)

Ve Zlíně se nachází Městské divadlo, Kongresové centrum Zlín, Filharmonie Bohuslava Martinů, Velké kino, Krajská knihovna Františka Bartoše, Památník Tomáše Bati (bývalý Dům umění) nebo Muzeum jihovýchodní Moravy, které, spolu s Krajskou galerií výtvarného umění, sídlí v budově 14 zlínského továrního komplexu. Další archeologické a národopisné expozice má muzeum umístěné na hradě Malenovice. Ve Zlíně se také nachází Muzeum obuvi, divadlo Malá scéna a folklorní soubory Kašava, Vonica a Bartošův soubor písní a tanců.

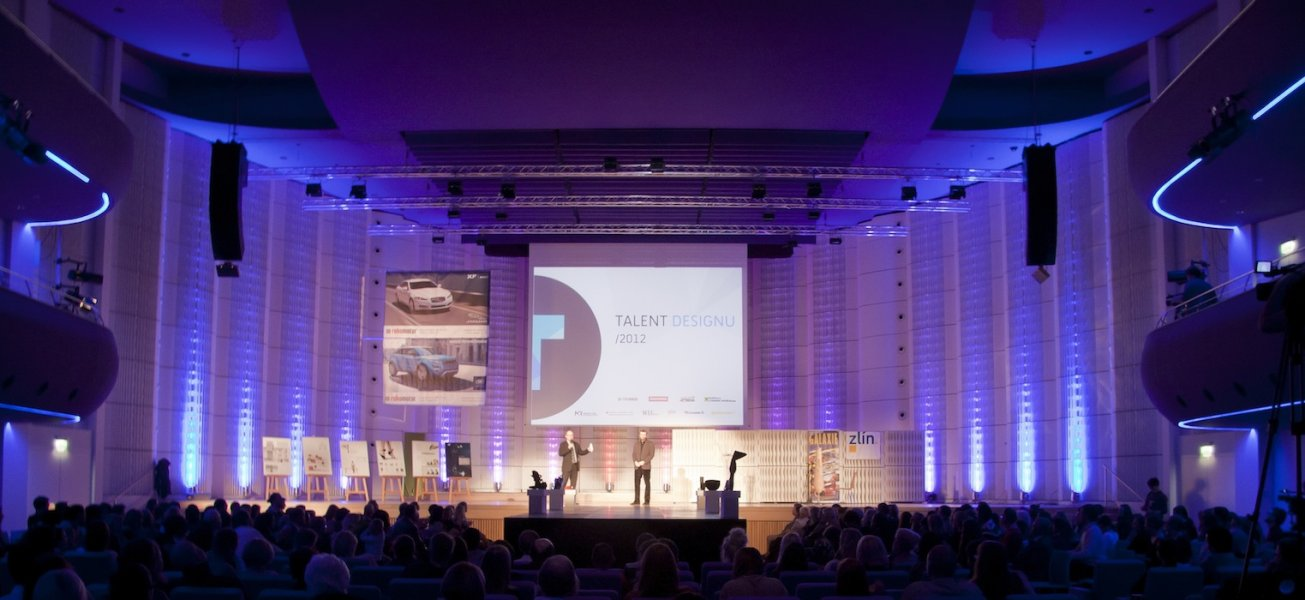
Interiér Kongresového centra ve Zlíně

Každoročně se zde konají festivaly vážné hudby Harmonia Moraviae a Talentinum, festivaly folklorních souborů a dechových orchestrů FEDO (který pořádá Velký dechový orchestr města Zlína) a Zlínské besedování, divadelní festival Setkání-Stretnutie, ale také festival cestování, poznávání a sbližování kultur Neznámá Země. Nejznámější akcí je ovšem Mezinárodní festival filmů pro děti a mládež, který se zde koná už od roku 1961 a jehož návštěvnost od roku 2010 přesahuje 100 tisíc lidí. Festival je podporován Ministerstvem kultury České republiky a Státním fondem kultury ČR a Evropskou unií.
V části Zlína, ve Štípě, se nachází zoologická zahrada, v posledních letech nejnavštěvovanější turistická atrakce na Moravě. Zlínská zoo, zvaná také Zoo Lešná, je místem, kde mohou návštěvníci vidět zvířata všech kontinentů v přírodním bioparku s volným výběhem. Nachází se v ní také historický zámek Lešná, který je často vyhledáván jako místo pro konání svatebních obřadů. Na okraji města je provozována hvězdárna.

## Sport

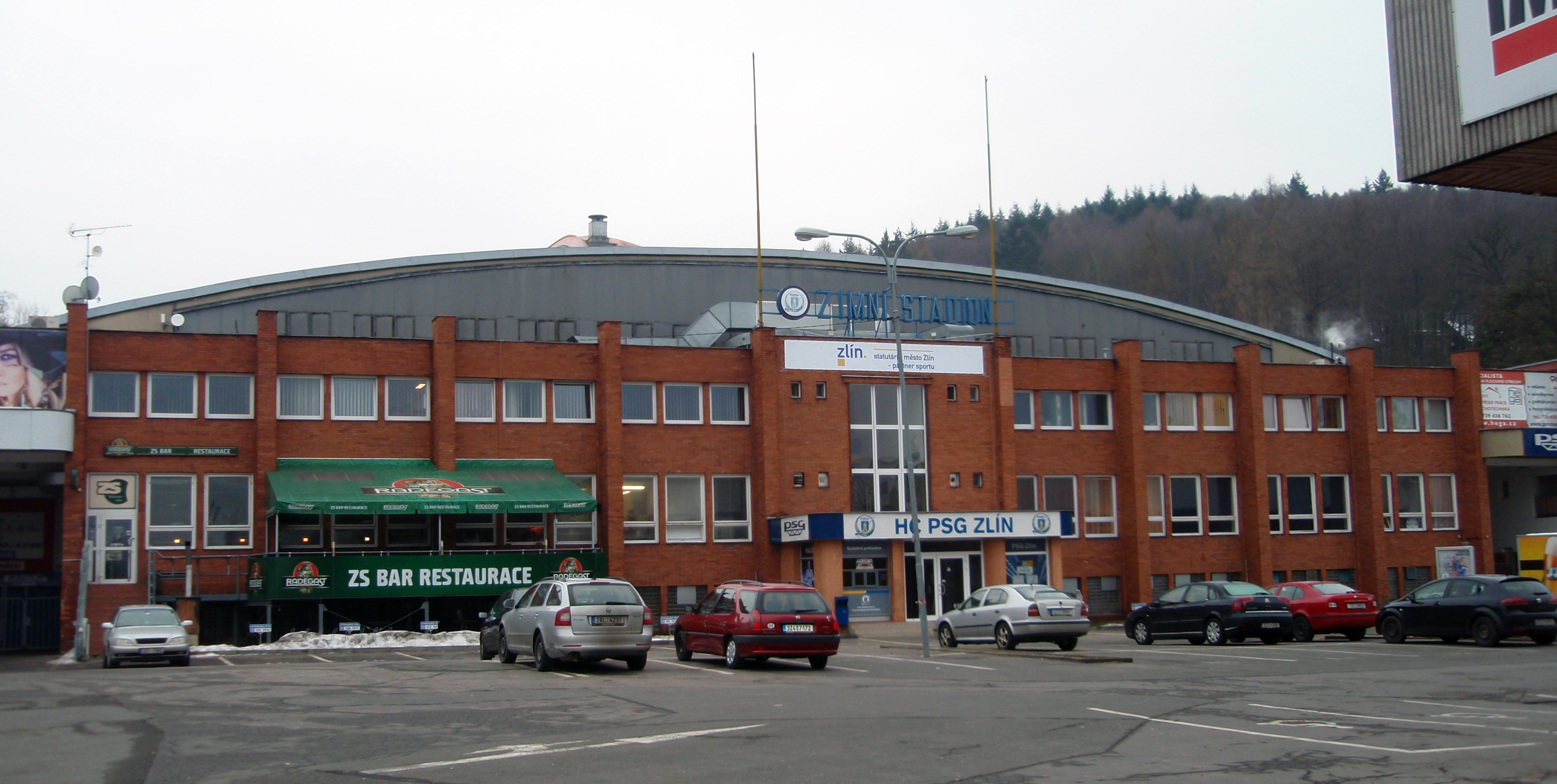
Zimní stadion Luďka Čajky

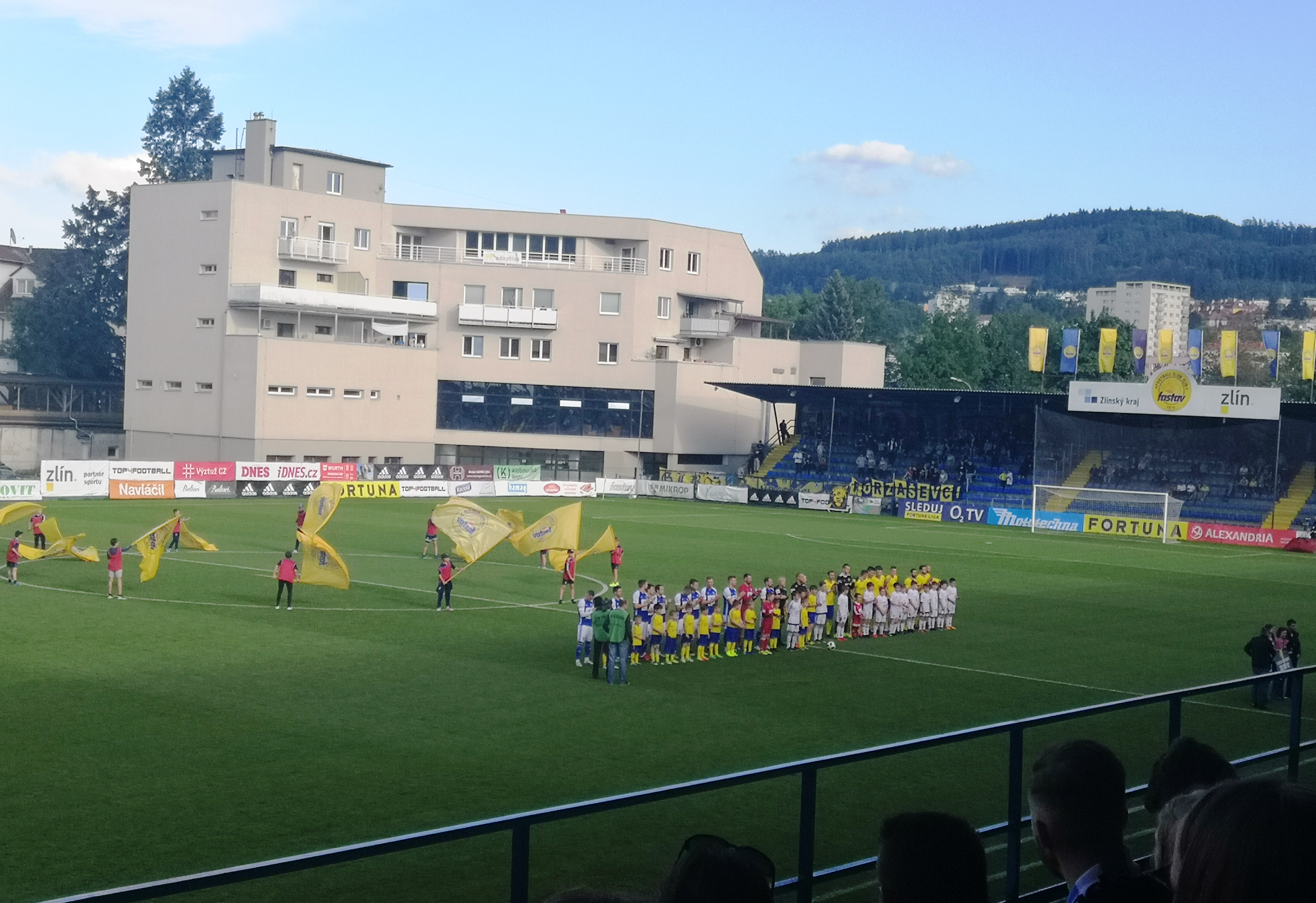
Fotbalový stadion Letná

Ve městě se nacházejí fotbalový stadion Letná, Zimní stadion Luďka Čajky, PSG Arena, atletický stadion, městská hala, krytý bazén, koupaliště, turistické a cykloturistické stezky a další menší sportoviště. V zimním období je v provozu lyžařská sjezdovka v centru města. Ve Zlíně a okolí se každoročně jezdí motoristický závod Barum Rally.
Mezi významné sportovní kluby patří:
- RI Okna Berani Zlín – hokejový klub
- FC Zlín – fotbalový klub
- SHK LAPP Zlín – sledge hokejový klub[23]
- VSC Fatra Zlín – volejbalový klub
- Zlín Lions – florbalový klub
- TITAN TRILIFE – triatlonový klub
- Futsal Zlín – klub futsalu (sálového fotbalu)
- SKB Zlín – basketbalový klub
- HC Zlín – házenkářský klub
- RC Zlín – ragbyový klub
- SKOB Zlín – klub orientačního běhu
- Tiger Club Zlín – kickboxerský klub
- TJ Sokol Zlín – klub sportovní gymnastiky[24][25]
- PK Zlín – plavecký klub
- ZLPK – plavecký klub
- ŠK Zlín – šachový klub
- Force KCK Zlín – klub silniční cyklistiky[26]
- AK Zlín – klub lehké atletiky
- KC Zlín – kuželkářský klub
- WTN JJ Zlín – klub jiu-jitsu
- KST Zlín – klub stolního tenisu Zlín
- ŠK Zlín – šipkový klub

## Doprava

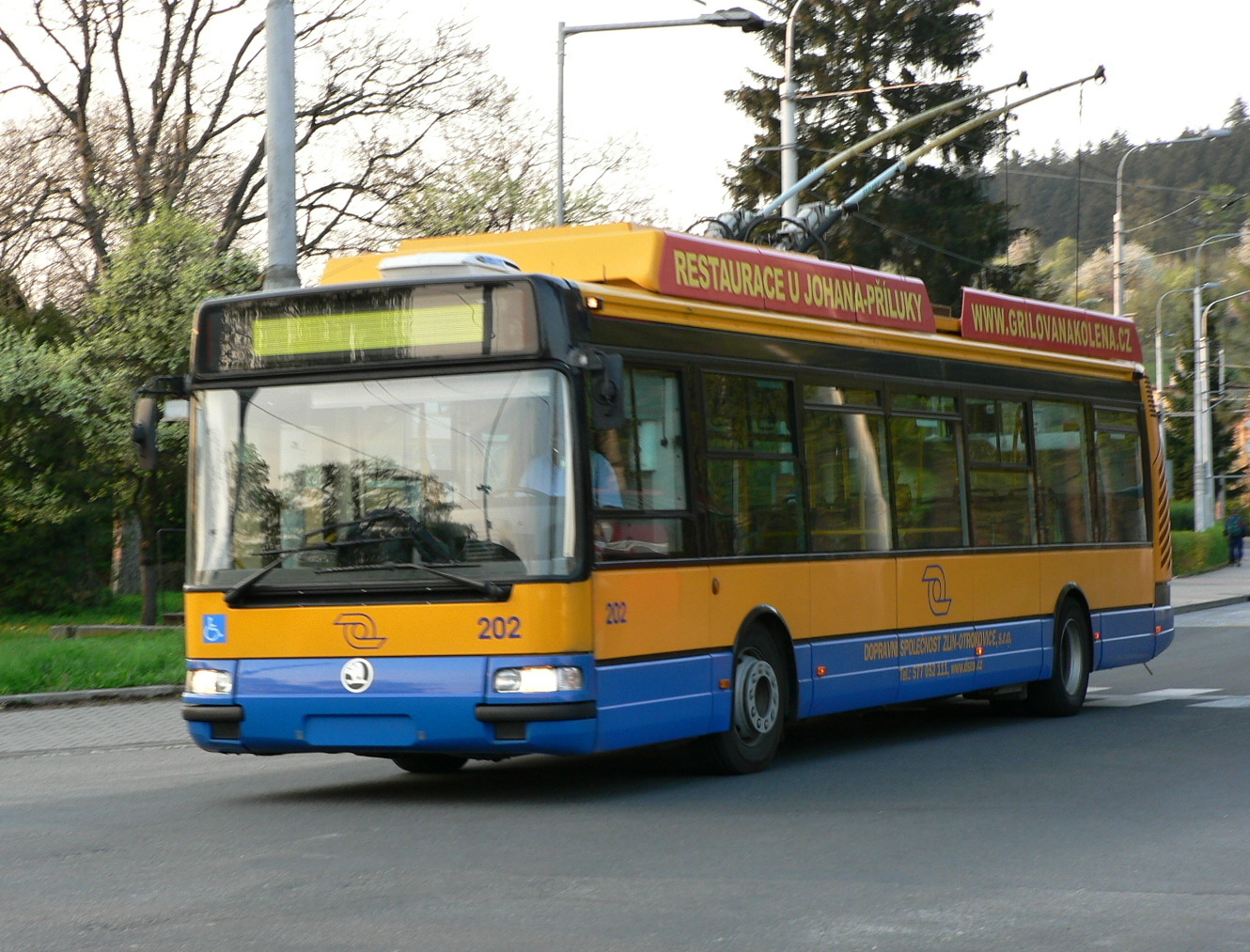
Zlínský trolejbus Škoda 24Tr

Zlín leží relativně stranou od hlavních dopravních tahů. Je to dáno jednak polohou v poměrně stísněném údolí, ale zejména tím, že k rozvoji města došlo teprve ve 20. století, kdy již existovala hlavní silniční a železniční síť. Firma Baťa plánovala dopravní napojení zlepšit, ale její projekty (dálnice, protažení železnice na Slovensko) se vinou druhé světové války neuskutečnily. Za socialismu existoval opět plán vést kolem Zlína (tehdy Gottwaldova) dálnici (D1 byla původně trasována z Brna do Pováží), ten se ale neuskutečnil a po rozpadu Československa v roce 1993 bylo vládou preferováno zlepšení napojení na Ostravsko, zatímco Zlínsko zůstalo po určitou dobu stranou zájmu. Teprve po přivedení úseku dálnice D55 od křižovatky s D1 u Hulína na západní okraj Zlína (dokončeno roku 2010) má toto krajské město napojení na celostátní dálniční síť a výrazně se zrychlilo spojení s Brnem (cca 1 hodina z centra do centra) a potažmo i s Prahou.

### Silnice
Silniční osu města tvoří hlavní silnice I/49, v západo-východním směru. Tato silnice vede z Otrokovic (napojení na D55 směr Hulín a I/55 směr Uherské Hradiště) a pokračuje přes Vizovice a jih Vsetínska na Slovensko (směr Púchov a dálnice D1). Přímo ve Zlíně se se silnicí I/49 kříží silnice II. třídy č. 490 (jižním směrem Uherský Brod a severním Fryšták a Holešov) a několik silnic III. třídy.

### Železnice
Zlín neleží na žádném významném železničním tahu. Jedinou tratí, která protíná město (rovnoběžně s hlavní silnicí), je slepá jednokolejná trať Otrokovice–Vizovice. Uzlová železniční stanice v Otrokovicích (trať Přerov–Břeclav) tak plní úlohu hlavního železničního terminálu pro zlínskou aglomeraci, kde zastavují vnitrostátní i mezinárodní rychlíky (trasa z Polska do Rakouska nebo do Bratislavy). Se Zlínem je dopravně propojena nejen místní dráhou, ale i trolejbusovou dopravou. Město má přímé spojení i s Prahou a to vlakem Zlínský expres. Na území města se nachází celkem 9 železničních zastávek a to : Zlín-Podvesná, Zlín-Prštné, Zlín-Příluky, Zlín střed, Zlín-Dlouhá, Zlín-Louky, Zlín-Malenovice, Zlín-U mlýna a Zlín-Malenovice zastávka 

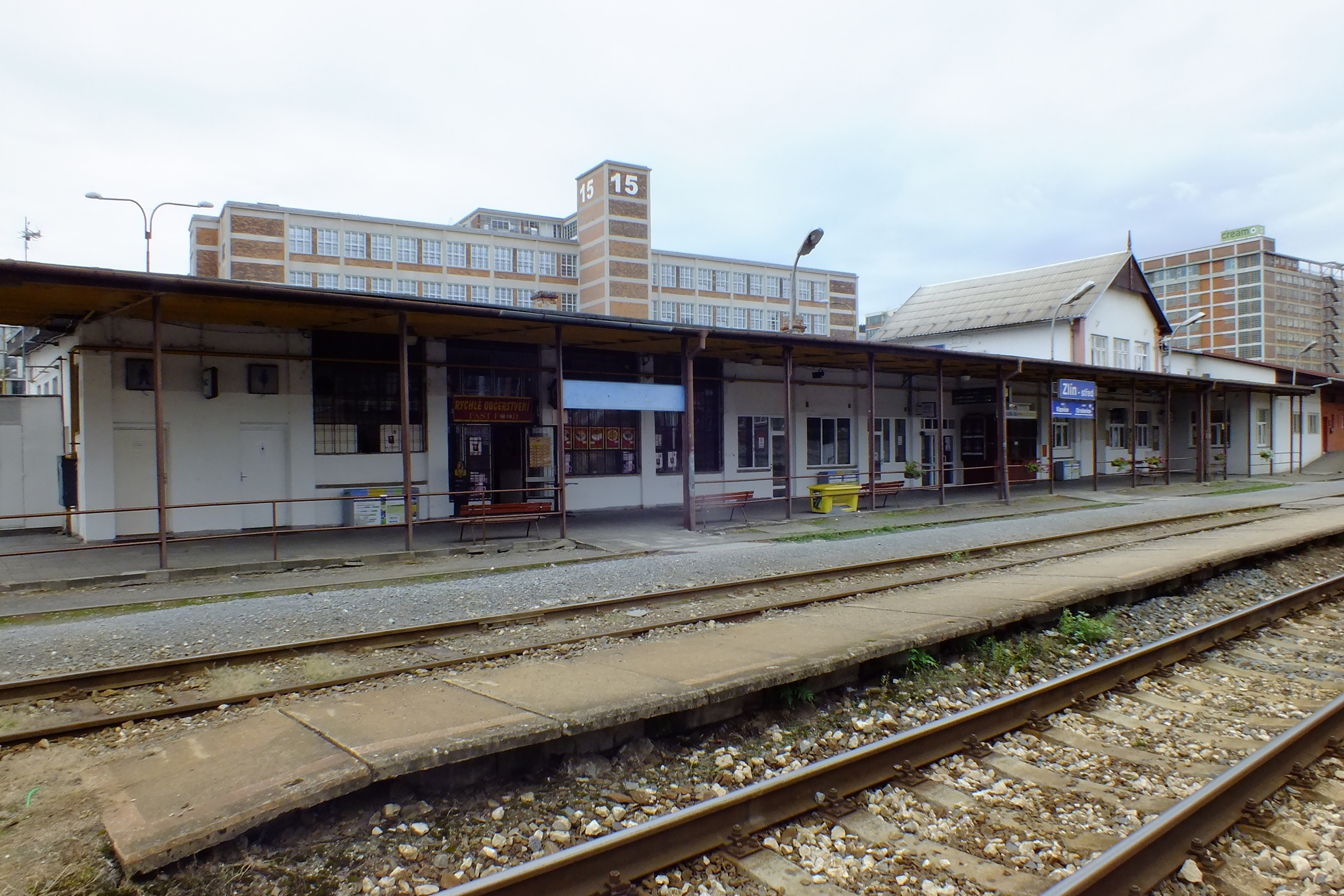
Zlín střed
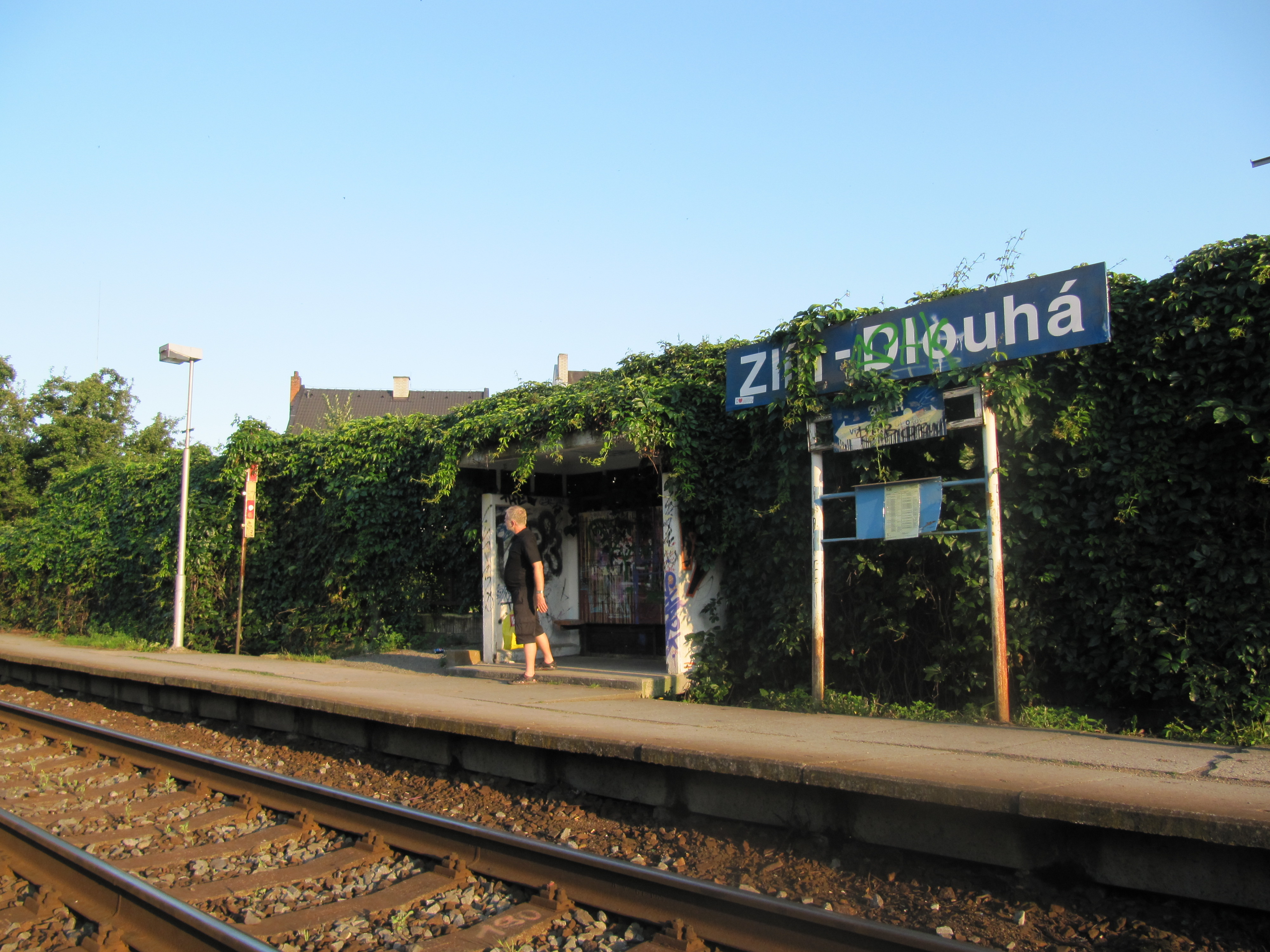
Zlín-Dlouhá
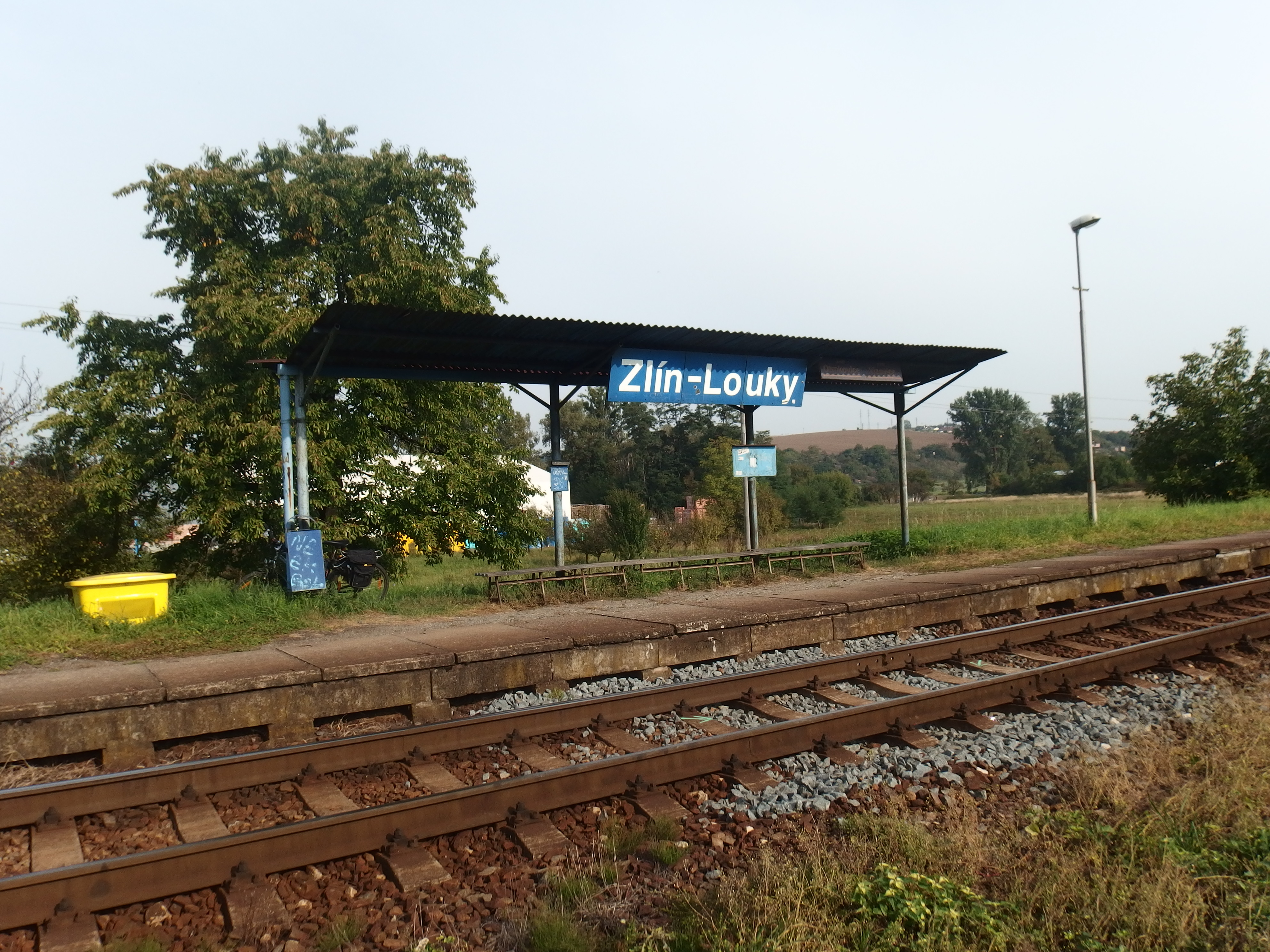
Zlín-Louky
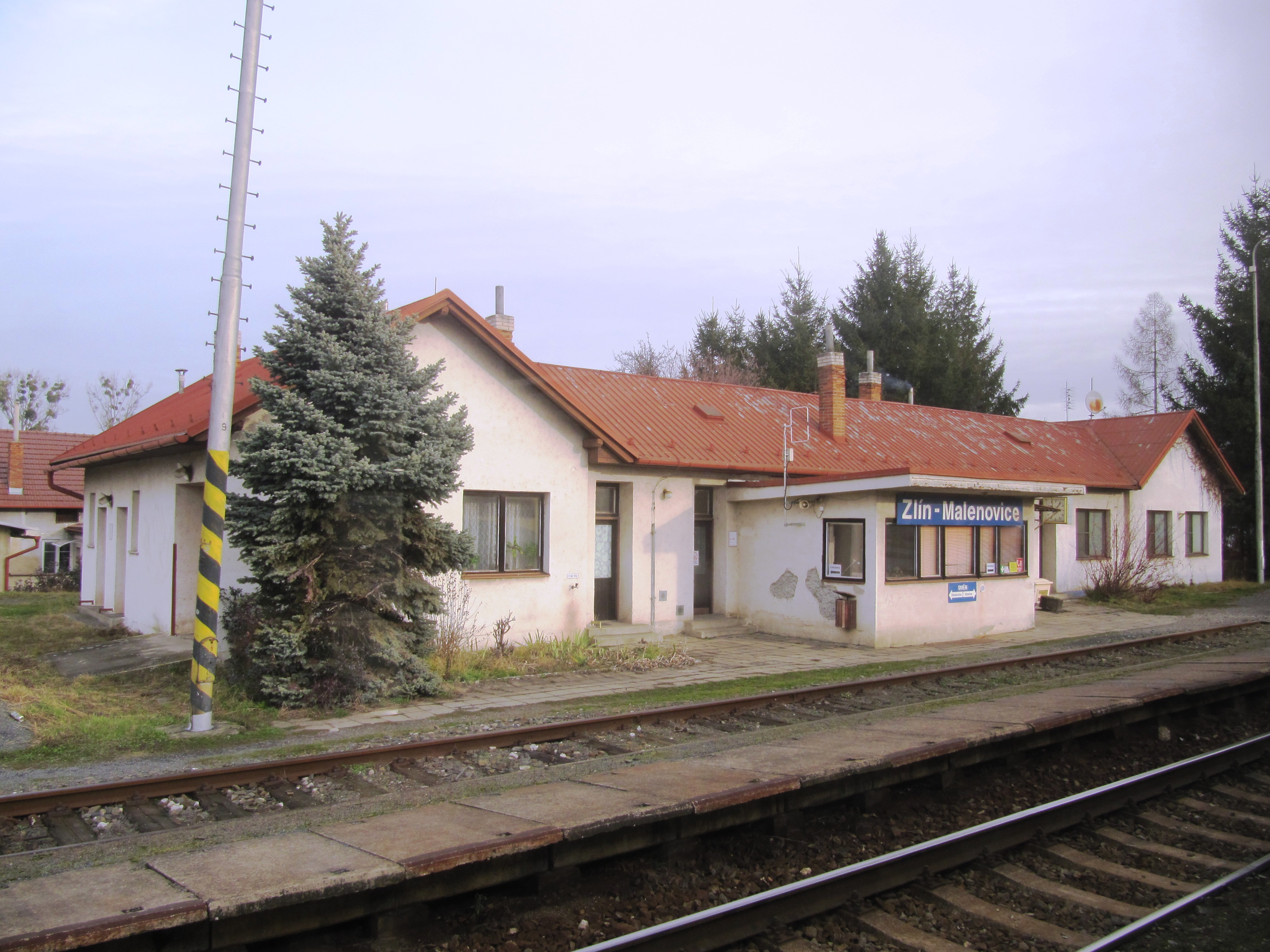
Zlín-Malenovice
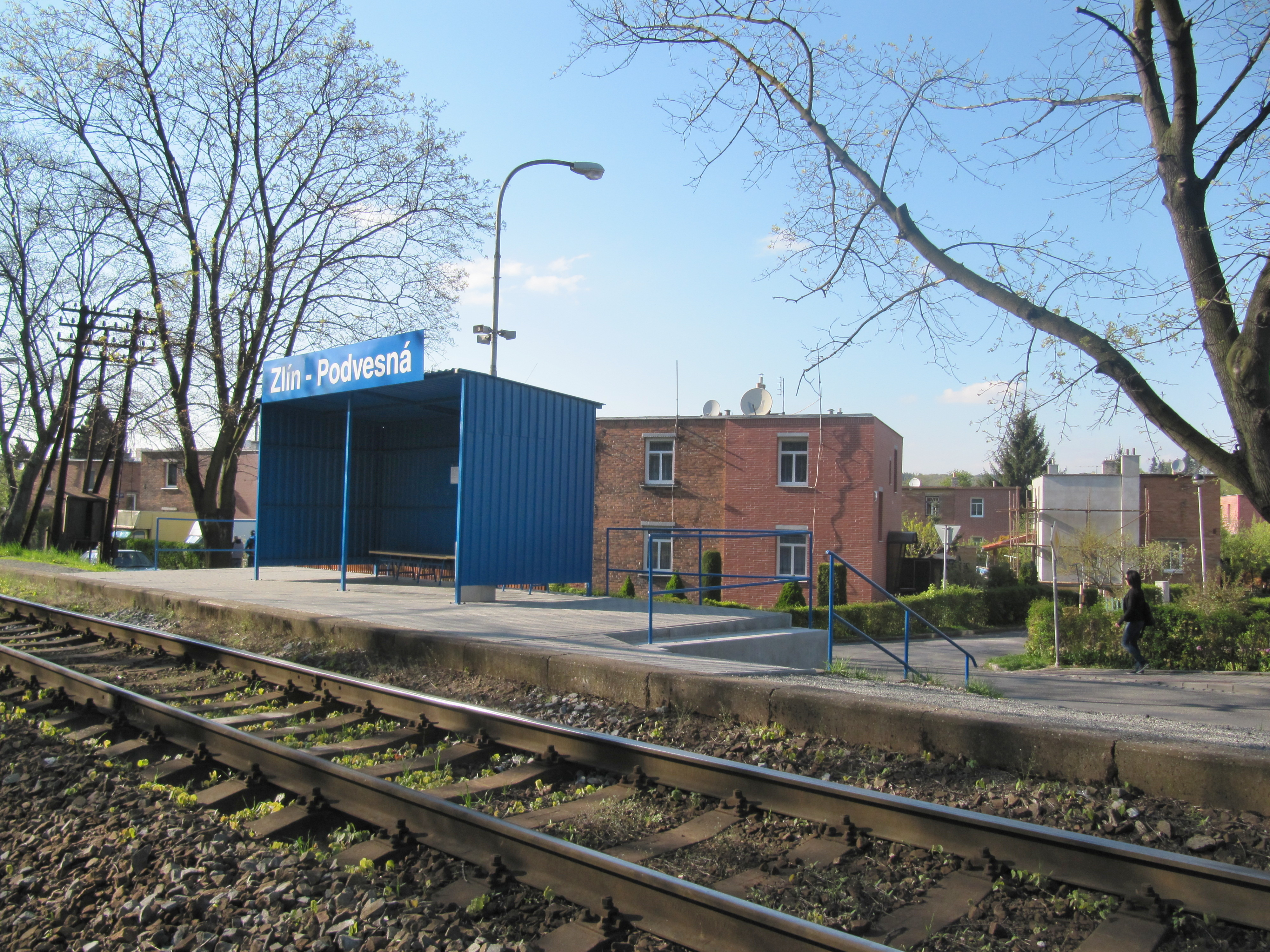
Zlín-Podvesná
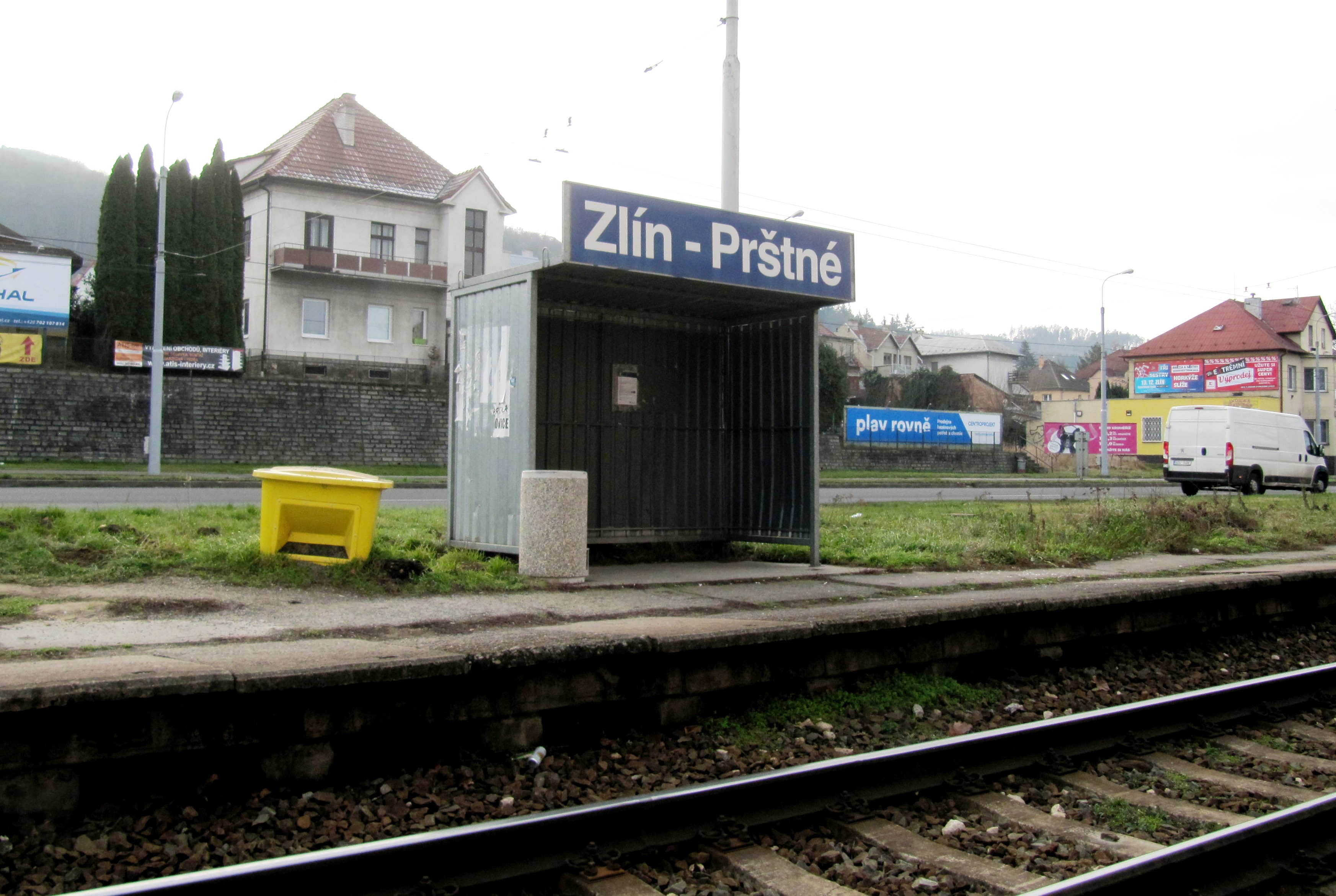
Zlín-Prštné
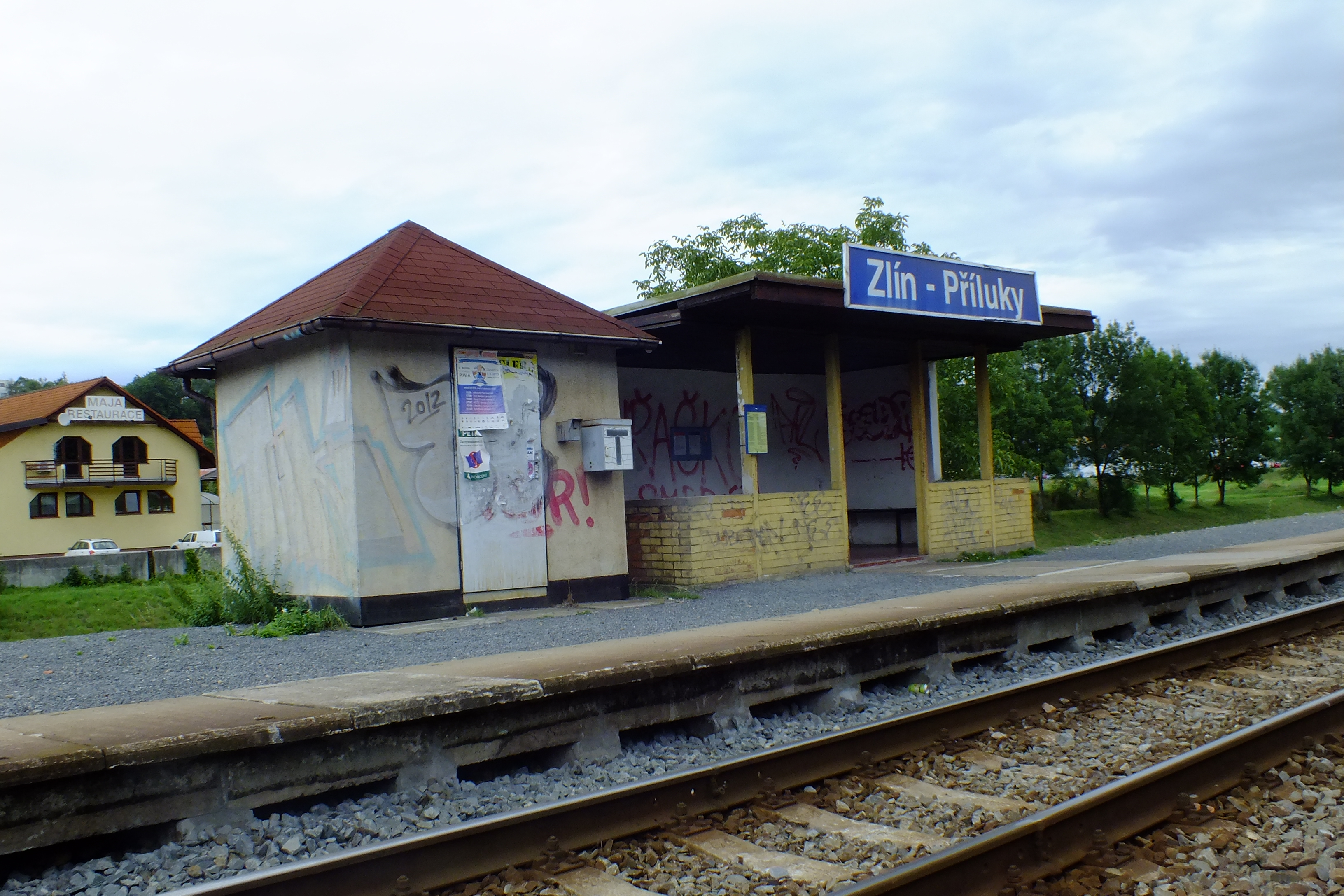
Zlín-Příluky

### Městská a regionální hromadná doprava
Zlín provozuje městskou dopravu společně s Otrokovicemi. Dopravní společnost Zlín-Otrokovice (DSZO) provozuje autobusové a trolejbusové linky (na nich též hybridní vozidla schopná jízdy i mimo trolejové vedení). Zapojení osobních vlaků na železniční trati Otrokovice-Vizovice do tarifu MHD vedlo ke vzniku Zlínské integrované dopravy, do níž patří i některé linky jiných regionálních autobusových dopravců. Koordinátor veřejné dopravy Zlínského kraje (KOVED), zřízený krajem roku 2005, připravuje celokrajský integrovaný dopravní systém KORIS.

## Části města

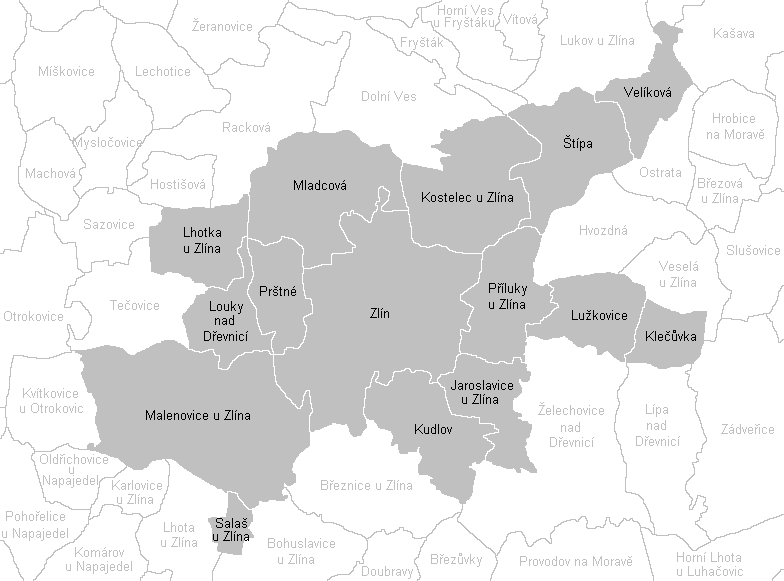
Katastrální území Zlína

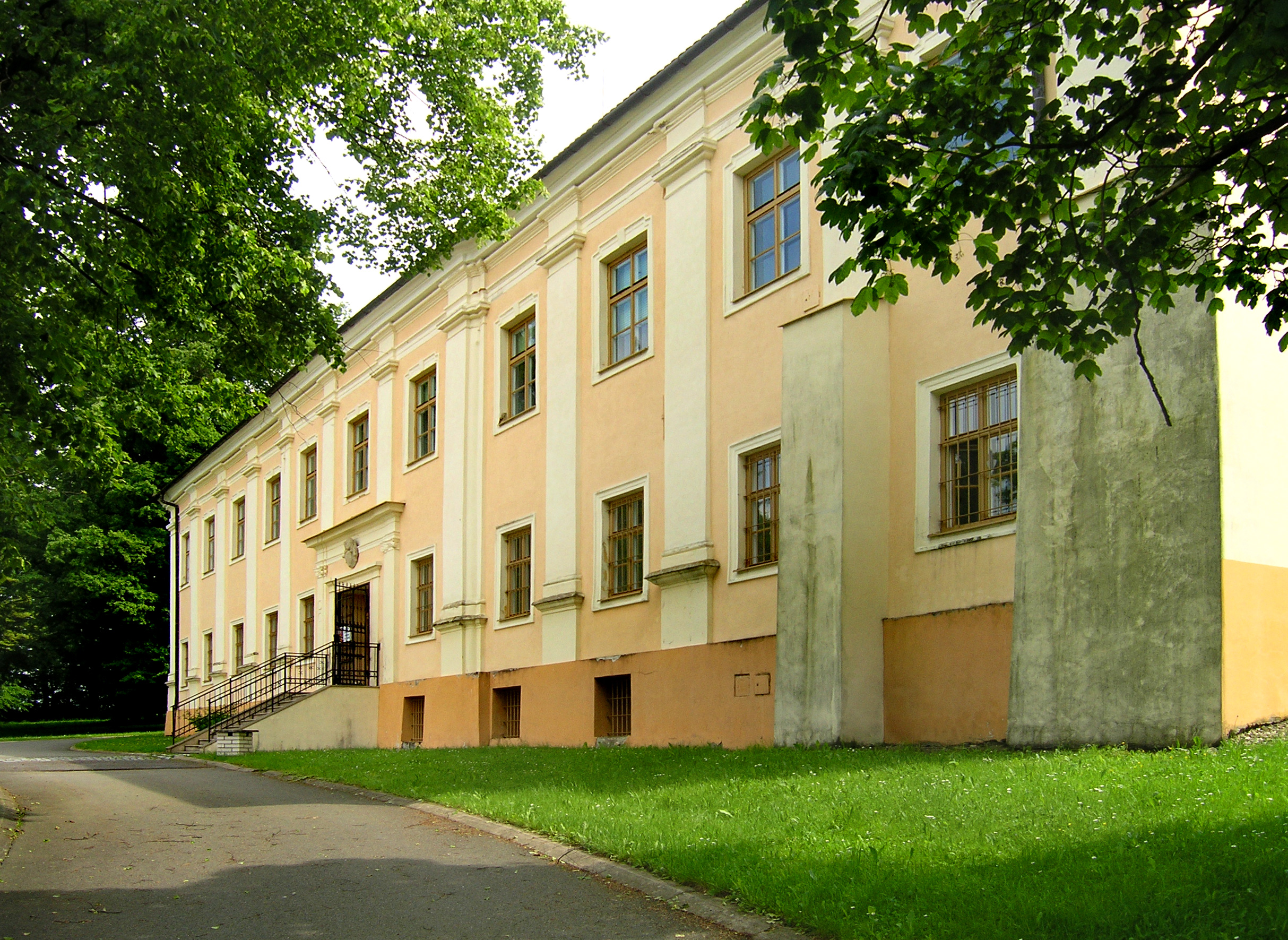
Zámek v místní části Klečůvka

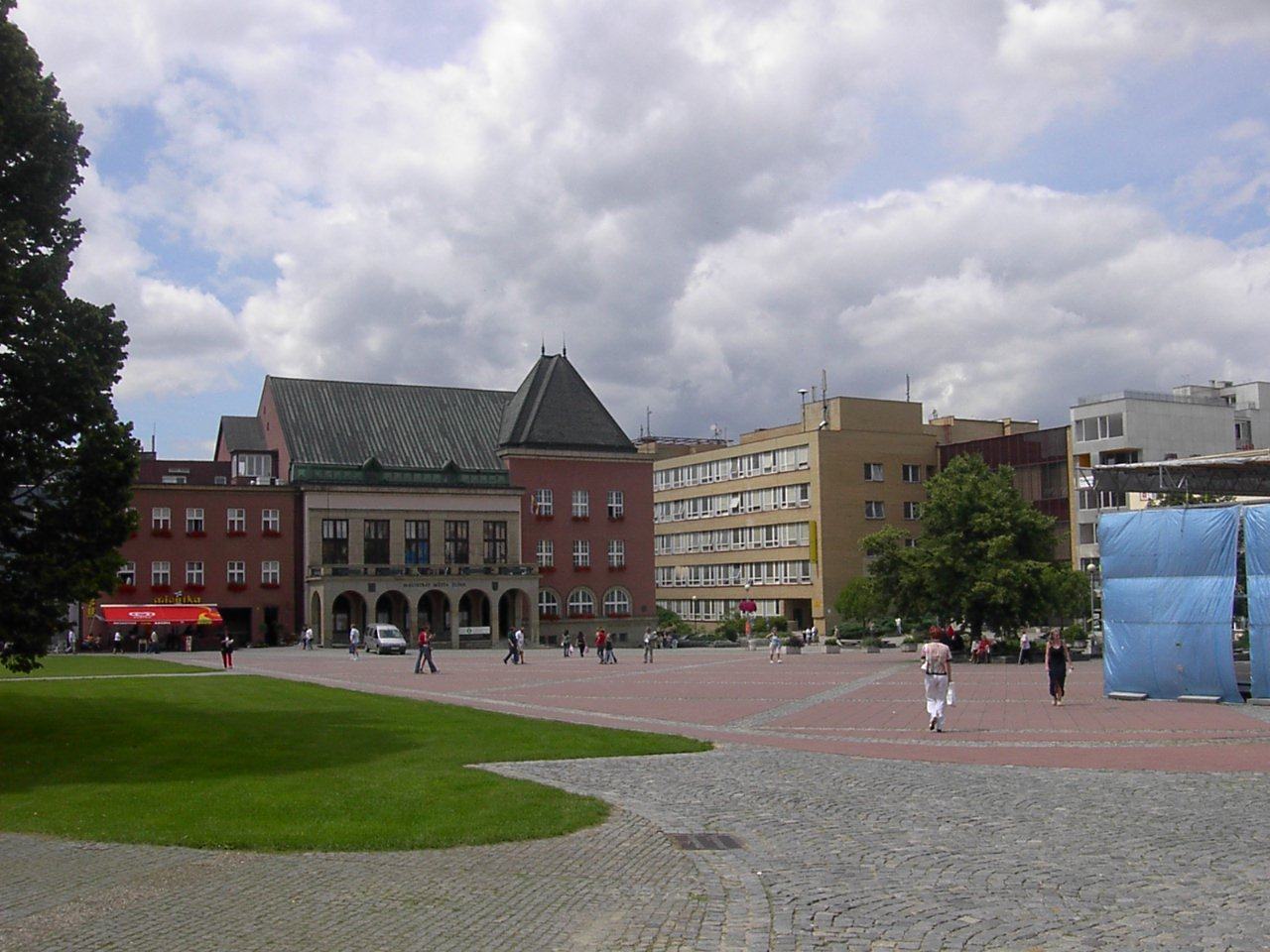
Zlínská radnice na náměstí Míru

V roce 1948 byly k městu Zlín připojeny obce Prštné, Louky nad Dřevnicí, Mladcová, Příluky a Kudlov a městské čtvrti byly pojmenovány:
- Zlín I – vnitřní město
- Zlín II – Prštné
- Zlín III – Louky
- Zlín IV – Mladcová
- Zlín V – Příluky
- Zlín VI – Kudlov

K 1. ledna 1949 byly k městu připojeny obce Jaroslavice, Malenovice, Tečovice, Kvítkovice a Otrokovice a sloučené město bylo pojmenováno Gottwaldov. Městské čtvrti nesly názvy:
- Gottwaldov I – Zlín
- Gottwaldov II – Prštné
- Gottwaldov III – Louky
- Gottwaldov IV – Mladcová
- Gottwaldov V – Příluky
- Gottwaldov VI – Jaroslavice
- Gottwaldov VII – Kudlov (přečíslován z VI na VII)
- Gottwaldov VIII – Malenovice
- Gottwaldov IX – Tečovice
- Gottwaldov X – Kvítkovice
- Gottwaldov XI – Otrokovice

Již v roce 1950 nejsou Otrokovice ani Kvítkovice zmiňovány mezi osadami obce Gottwaldov a jsou uváděny jako samostatné obce – v roce 1960 byly Kvítkovice připojeny k Otrokovicím a ty byly roku 1964 „povýšeny“ na město.
V letech 1950–1964 se Gottwaldov členil na 7 osad: Zlín, Zlínské Paseky, Prštné, Louky, Mladcová, Příluky, Malenovice (v seznamu osad nejsou zmíněny dříve připojené Jaroslavice, Kudlov, Tečovice, Kvítkovice ani Otrokovice, nově jsou zmiňované Zlínské Paseky).
Od 14. června 1964 se Gottwaldov členil na 12 částí obce: kromě dosavadních sedmi (Zlín, Zlínské Paseky, Prštné, Louky, Mladcová, Příluky, Malenovice) nově ještě Jaroslavice, Kudlov a Tečovice (obce těchto jmen však byly podle vyhlášky připojeny již 1. ledna 1949) a Lhotka a Chlum. Dne 15. června 1976 k dosavadním 12 přibylo 8 nových částí obce: Březnice, Klečůvka, Kostelec, Lípa, Lužkovice, Salaš, Štípa a Želechovice nad Dřevnicí. K 1. lednu 1980 se počet částí obce zvýšil na 23; přibyly Karlovice, Ostrata a Velíková. K 1. červenci 1980 přibyla Lhota a počet částí obce se tak zvýšil na 24, k 1. lednu 1990 pak bylo město přejmenováno na Zlín.
K 24. listopadu 1990 se počet částí obce snížil na 21: osamostatnily se Lhota, Lípa a Tečovice. K 1. lednu 1992 se osamostatnily Karlovice, k 1. lednu 1993 Březnice, k 1. lednu 2001 Ostrata. K 22. květnu 2003 zanikla část obce Zlínské Paseky a počet částí obce tak poklesl na 17. K 1. lednu 2009 se na základě referenda ze 17. května 2008 osamostatnily Želechovice nad Dřevnicí.
Od roku 2009 se město skládá z 15 katastrálních území, která až na dvě výjimky odpovídají členění města na 16 místních částí:
- Zlín (stejnojmenná místní část zahrnuje též část k. ú. Příluky u Zlína)
- Prštné (též místní část)
- Louky nad Dřevnicí (místní část Louky)
- Mladcová (též místní část)
- Příluky u Zlína (místní část Příluky, část k. ú. spadá do místní části Zlín)
- Jaroslavice u Zlína (místní část Jaroslavice)
- Kudlov (též místní část)
- Malenovice u Zlína (místní část Malenovice)
- Klečůvka (též místní část)
- Kostelec u Zlína (místní část Kostelec) – do roku 1948 nesla obec název Kostelec u Štípy
- Lhotka u Zlína (zahrnuje místní části Lhotka a Chlum)
- Lužkovice (též místní část)
- Salaš u Zlína (místní část Salaš)
- Štípa (též místní část)
- Velíková (též místní část)

## Partnerská města
- Altenburg, Německo
- Groningen, Nizozemsko
- Chorzów, Polsko
- Izegem, Belgie
- Limbach-Oberfrohna, Německo
- Möhlin, Švýcarsko
- Romans-sur-Isère, Francie
- Sesto San Giovanni, Itálie
- Trenčín, Slovensko
- Turín, Itálie